# Bruce Springsteen
Bruce Frederick Joseph Springsteen (Long Branch, 23 settembre 1949) è un cantautore e chitarrista statunitense.
«The Boss», come è sempre stato soprannominato, è uno degli artisti più conosciuti e rappresentativi nell'ambito della musica rock. Accompagnato per gran parte della sua carriera dalla E Street Band, è divenuto famoso soprattutto per le sue coinvolgenti e lunghissime esibizioni dal vivo, raggiungendo il culmine della popolarità fra la seconda metà degli anni settanta e il decennio successivo.
Fra i suoi album di maggior successo si annoverano Born to Run, Darkness on the Edge of Town, The River e Born in the U.S.A., lavori emblematici della sua poetica volta a raccontare con l'immediatezza della musica rock, la quotidianità degli "ultimi" d'America, nel solco della tradizione dei cosiddetti «storyteller», offrendo uno spaccato della grandezza e delle contraddizioni della società statunitense; con il disco The Rising è intervenuto anche sulla tragedia degli attentati dell'11 settembre 2001. Springsteen è noto inoltre per il suo sostegno a numerose iniziative di carattere sociale e per il suo impegno a favore dello sviluppo del suo Stato d'origine, il New Jersey. Negli anni duemila ha partecipato attivamente al dibattito politico negli Stati Uniti, appoggiando le campagne presidenziali di John Kerry e di Barack Obama.
In più di quarant'anni di carriera ha venduto più di 65 milioni di dischi nel suo paese e, secondo alcune stime, circa 120 milioni nel mondo. Il suo lavoro gli ha fruttato parecchi riconoscimenti, tra cui venti Grammy, un Oscar, un Tony Award e il Kennedy Center Honor, che gli è stato attribuito per il suo contributo alla diffusione della cultura degli Stati Uniti nel mondo; è stato inoltre insignito della medaglia presidenziale della libertà, massima onorificenza civile statunitense.

## Biografia

### L'infanzia e l'adolescenza
Bruce Springsteen nacque al Monmouth Memorial Hospital della località balneare di Long Branch, nel New Jersey, ma trascorse l'infanzia e l'adolescenza nella vicina Freehold, cittadina operaia dell'entroterra. Il padre Douglas Frederick (1924-1998) aveva ascendenze irlandesi e olandesi, da cui il cognome a volte erroneamente considerato d'origine ebraica. La madre, Adele Ann Zirilli (o Zerilli, 1925-2024), era invece di origine italiana, proveniente da una famiglia emigrata negli Stati Uniti alla fine dell'Ottocento da Vico Equense, nella penisola sorrentina. Gli Springsteen ebbero altre due figlie, Virginia (detta Ginny, nata nel 1950) e Pamela (detta Pam, nata nel 1962), poi attrice e fotografa di successo.

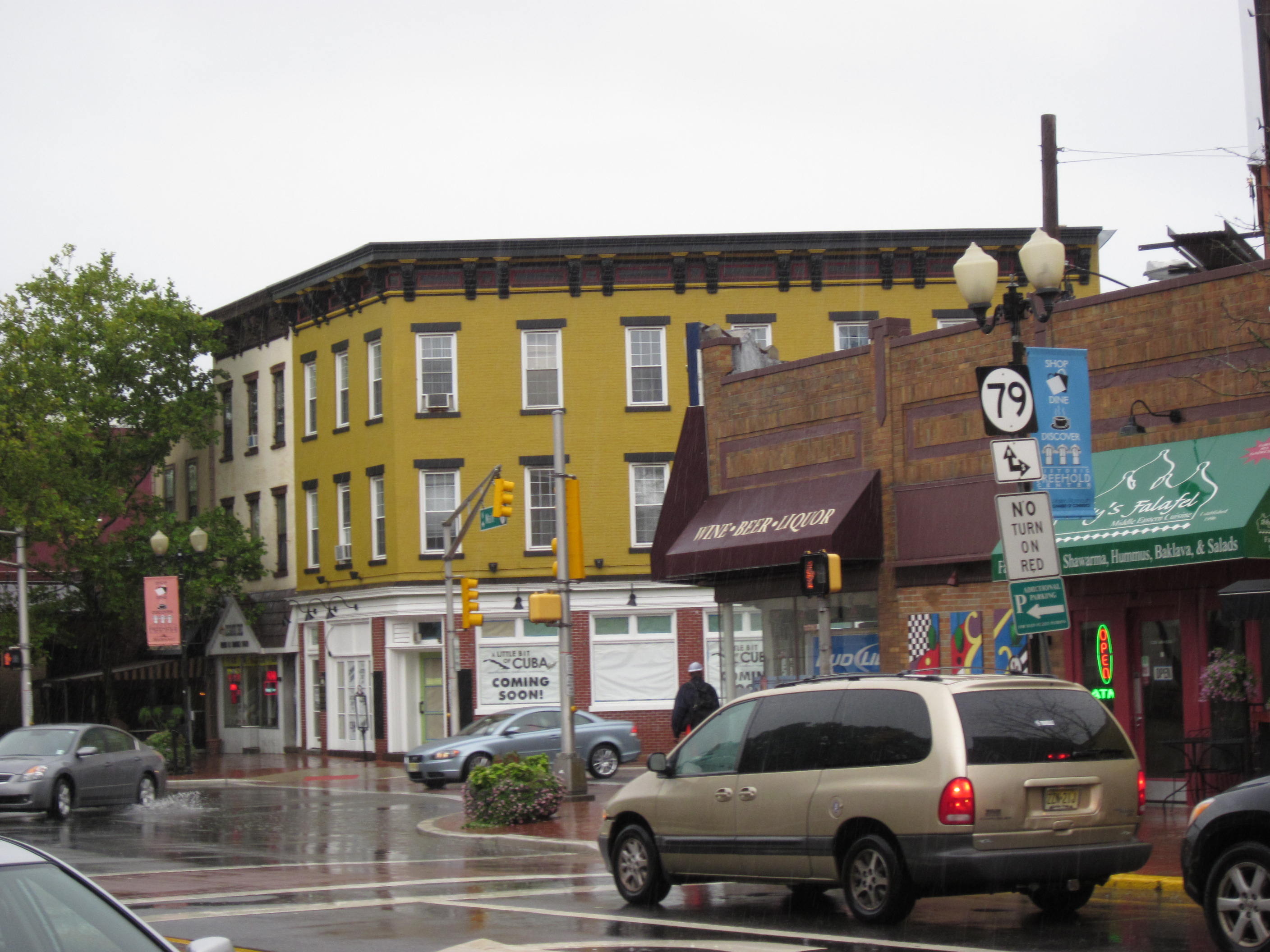
Scorcio della South Street a Freehold

Bruce crebbe in una famiglia della cosiddetta working class che si trovava spesso in condizioni economiche precarie. Il padre, veterano della seconda guerra mondiale, cambiava spesso lavoro: in tempi diversi fu impiegato come tassista, conducente di autobus, operaio e guardia carceraria, il tutto alternato a periodi di disoccupazione; la madre aveva invece un lavoro stabile come segretaria in uno studio legale. A causa delle difficoltà finanziarie, il nucleo familiare fu costretto a cambiare spesso alloggio: inizialmente Doug e Adele Springsteen abitavano in un piccolo appartamento nel quartiere di Jerseyville, ma alla nascita del figlio si trasferirono al numero 87 di Rundolph Street nella casa dei nonni paterni; nel 1954 si spostarono poi in Institute Street e nel 1962, quando nacque la terzogenita Pam, al numero 68 di South Street in una villetta a due piani in affitto; per qualche tempo furono ospitati dai nonni materni, gli Zirilli. Il rapporto di Bruce con il padre fu conflittuale, contraddistinto da lunghi periodi di silenzio alternati ad aspri litigi, il che andò a detrimento dell'armonia familiare. Nel 1969 Doug Springsteen emigrò infine in California con la famiglia per cercare lavoro, ma il figlio maggiore – ormai adulto – restò a vivere nella casa dei genitori finché non fu sfrattato.
Bruce frequentò la scuola primaria presso l'istituto della sua parrocchia, la St. Rose of Lima, fra il 1955 e il 1963, per poi trasferirsi alla Freehold High School dove si diplomò nel 1967. L'approccio del ragazzo con la scuola cattolica non fu facile: poco propenso ad adeguarsi alla rigida disciplina imposta delle suore, egli visse quel periodo con sofferenza arrivando a isolarsi dai suoi coetanei.
Il primo incontro di Springsteen con la musica avvenne all'età di sette anni, il 6 settembre 1956, quando assistette alla prima celebre esibizione di Elvis Presley all'Ed Sullivan Show, una delle trasmissioni televisive più popolari dell'epoca. Ancora bambino, Springsteen decise che sarebbe voluto diventare come Elvis e a Natale ottenne in dono una chitarra giocattolo di plastica. Due anni più tardi la madre prese in affitto per Bruce uno strumento vero, dietro la promessa che il ragazzo avrebbe preso lezioni; a quell'età però le sue mani erano troppo piccole e Springsteen si disinteressò presto della chitarra per dedicarsi al baseball e ad altre attività. Nel 1963 acquistò una chitarra acustica usata per la cifra di 18 dollari, guadagnati grazie a piccoli lavoretti nel quartiere, e iniziò a prendere lezioni da un suo cugino che gli insegnò i primi rudimenti. Il giovanissimo Springsteen cominciò così a trascorrere moltissimo tempo chiuso in casa per cercare di migliorare la sua tecnica. Colpita dall'impegno del figlio, nel Natale del 1964 la madre gli regalò una chitarra elettrica Kent e un amplificatore: la strumentazione era costata 60 dollari che la madre si era fatta prestare e che restituì con regolari rate mensili. La chitarra, a cui Springsteen dedicò in seguito la canzone The Wish, aprì nuovi orizzonti musicali al ragazzo che iniziò a interagire maggiormente con il mondo esterno.
Da adolescente Springsteen fu influenzato dalla musica trasmessa delle stazioni radiofoniche di New York e Filadelfia, rimanendo profondamente colpito dal rock e in particolare dagli esponenti della British invasion, quali gli Animals, i Beatles, i Rolling Stones e gli Who. Nel 1961 assistette inoltre a un'esibizione di Chubby Checker ad Atlantic City. Il primo brano rock che Springsteen imparò a suonare con la sua nuova chitarra fu Twist and Shout degli Isley Brothers: la canzone fu eseguita dal cantautore per tutta la sua carriera come «bis» alla fine dei concerti.

### Le prime band

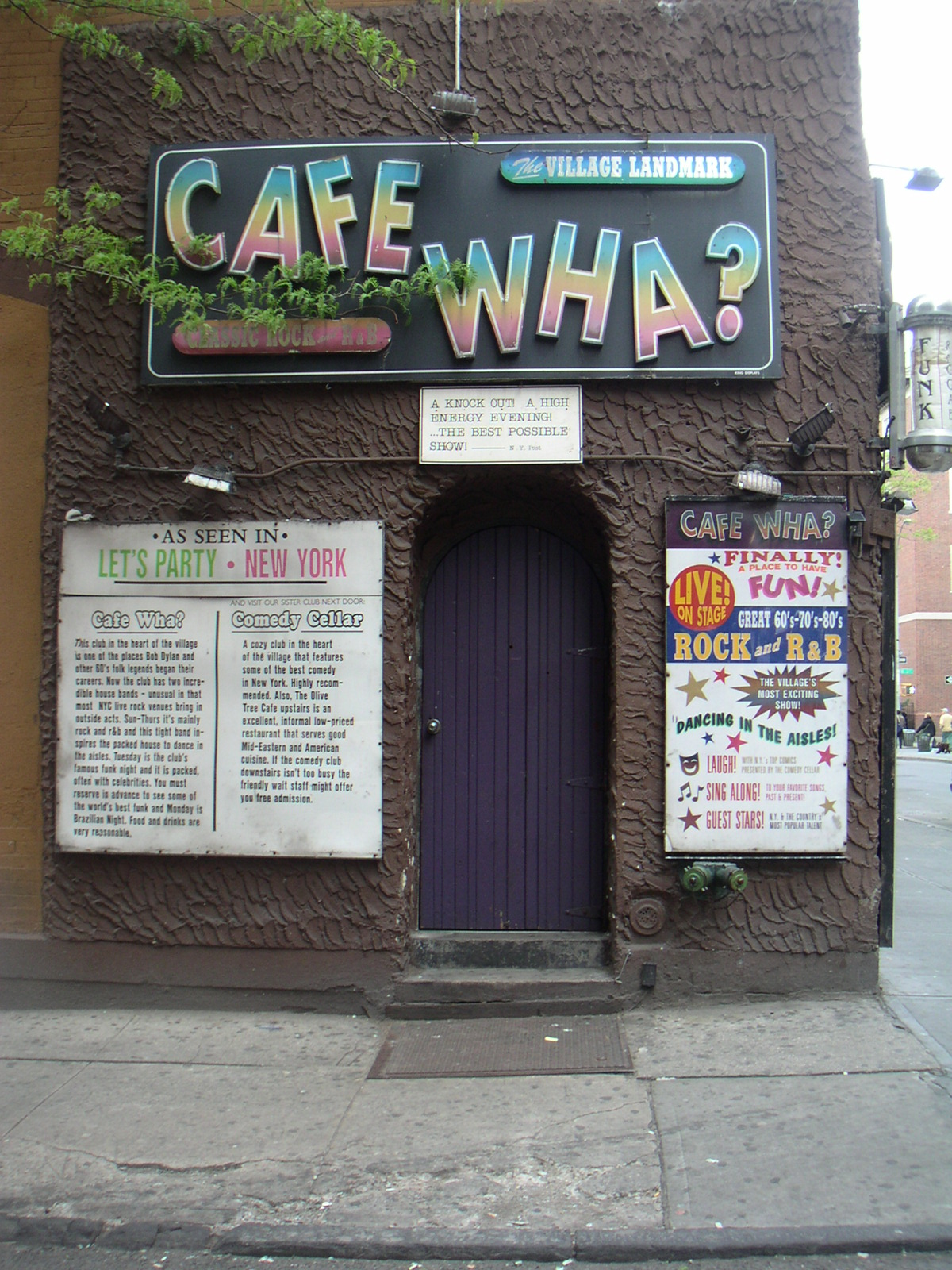
L'ingresso del Cafe Wha? nel Greenwich Village a New York

Nel 1965 il quindicenne Bruce Springsteen fu ammesso come chitarrista ritmico nei The Rougues, un gruppo di ragazzi di Freehold con i quali esordì durante una festa da ballo per adolescenti. Entrò in seguito a far parte dei The Castiles, un'altra band di giovanissimi capeggiata dal suo compagno di scuola George Theiss, il cui repertorio era basato sullo stile musicale dei gruppi inglesi che stavano cominciando ad affermarsi anche negli Stati Uniti. I ragazzi trovarono un aiuto nel trentaduenne Gordon "Tex" Vinyard, che li accolse nella sua casa e si propose come loro mentore riuscendo a procurare alla nuova band qualche ingaggio nelle feste studentesche. I Castiles inoltre presero parte ad alcune competizioni fra gruppi amatoriali: fu durante una di queste che Springsteen incontrò Steven Van Zandt, un chitarrista poco più giovane di lui che successivamente divenne uno dei suoi principali collaboratori e uno dei suoi migliori amici.
Il batterista Bart Haynes, finita la scuola, si arruolò nei Marines e nel 1967 rimase ucciso in combattimento in Vietnam: questo episodio segnò la vita del giovane Springsteen e di qui scaturì il suo interesse per la vita dei reduci, ai quali dedicò poi molto impegno anche sotto il profilo economico. Convocato per la visita di leva, Springsteen fu scartato evitando così l'arruolamento. Nell'estate del 1968 i Castiles si sciolsero malgrado fossero riusciti a conseguire nel frattempo una discreta notorietà: l'anno precedente il gruppo aveva tenuto alcuni spettacoli al Cafe Wha? di New York e aveva registrato due brani, That's What You Get e Baby I (entrambi a firma Springsteen-Theiss), per un 45 giri che tuttavia non fu mai pubblicato. Springsteen intanto intraprese gli studi universitari presso l'Ocean County Community College, rimanendovi iscritto per circa un anno e mezzo. Con due ragazzi conosciuti al campus formò gli Earth, un power trio sul modello dei Cream e degli Experience di Jimi Hendrix.
Agli inizi del 1969 Springsteen iniziò a frequentare Asbury Park, località di villeggiatura del Jersey Shore nota per la sua vita notturna: uno dei locali più rinomati della città era l'Upstage Club che, dopo l'orario di chiusura, rimaneva a disposizione dei musicisti per improvvisazioni e jam session. Springsteen, che aveva abbandonato la chitarra Kent per una Gibson Les Paul, strinse presto amicizia con due frequentatori abituali del locale, il batterista Vini Lopez e l'organista Danny Federici, fondando insieme a loro un gruppo che prese il nome di Child. La band, che poco dopo cambiò denominazione in Steel Mill («acciaieria»), accrebbe rapidamente la propria popolarità grazie al contributo di Carl "Tinker" West, un costruttore di tavole da surf che divenne il loro manager. Nel 1970 gli Steel Mill, di cui Springsteen era il frontman e il principale compositore, suonarono in California al Matrix di Berkeley, un locale hippie di proprietà di Marty Balin, il cantante dei Jefferson Airplane; l'impresario Bill Graham offrì loro anche un contratto discografico, ma Springsteen e soci rifiutarono. Il gruppo, che nel frattempo aveva aggiunto all'organico Steven Van Zandt al basso e poi il cantante Robbin Thompson, restò in attività fino al 1971 allorché Springsteen sciolse il sodalizio.
Il musicista era intenzionato a formare una nuova band, una formazione allargata che superasse il rock chitarristico degli Steel Mill in favore di un repertorio incentrato sulle sue composizioni e su un genere più vicino a Van Morrison, cantautore irlandese del quale apprezzava lo stile connotato da una sintesi di rock, blues, jazz e gospel. Frattanto Springsteen e soci continuarono a suonare nei locali del Jersey Shore e nel marzo del 1971 aprirono un concerto per la Allman Brothers Band. In quei mesi prese forma un collettivo numeroso noto come Dr. Zoom and the Sonic Boom, che segnò il passaggio dall'heavy metal degli Steel Mill alle sonorità che resero celebre Springsteen in seguito; nello stesso periodo il giovane si esibì anche in altri gruppi di Asbury Park che ebbero vita breve: tra queste si annovera la Sundance Blues Band, guidata da Van Zandt con Southside Johnny all'armonica, Garry Tallent al basso, Vini Lopez alla batteria e Joe Hagstrom alla chitarra, presto sostituito dal medesimo Springsteen.

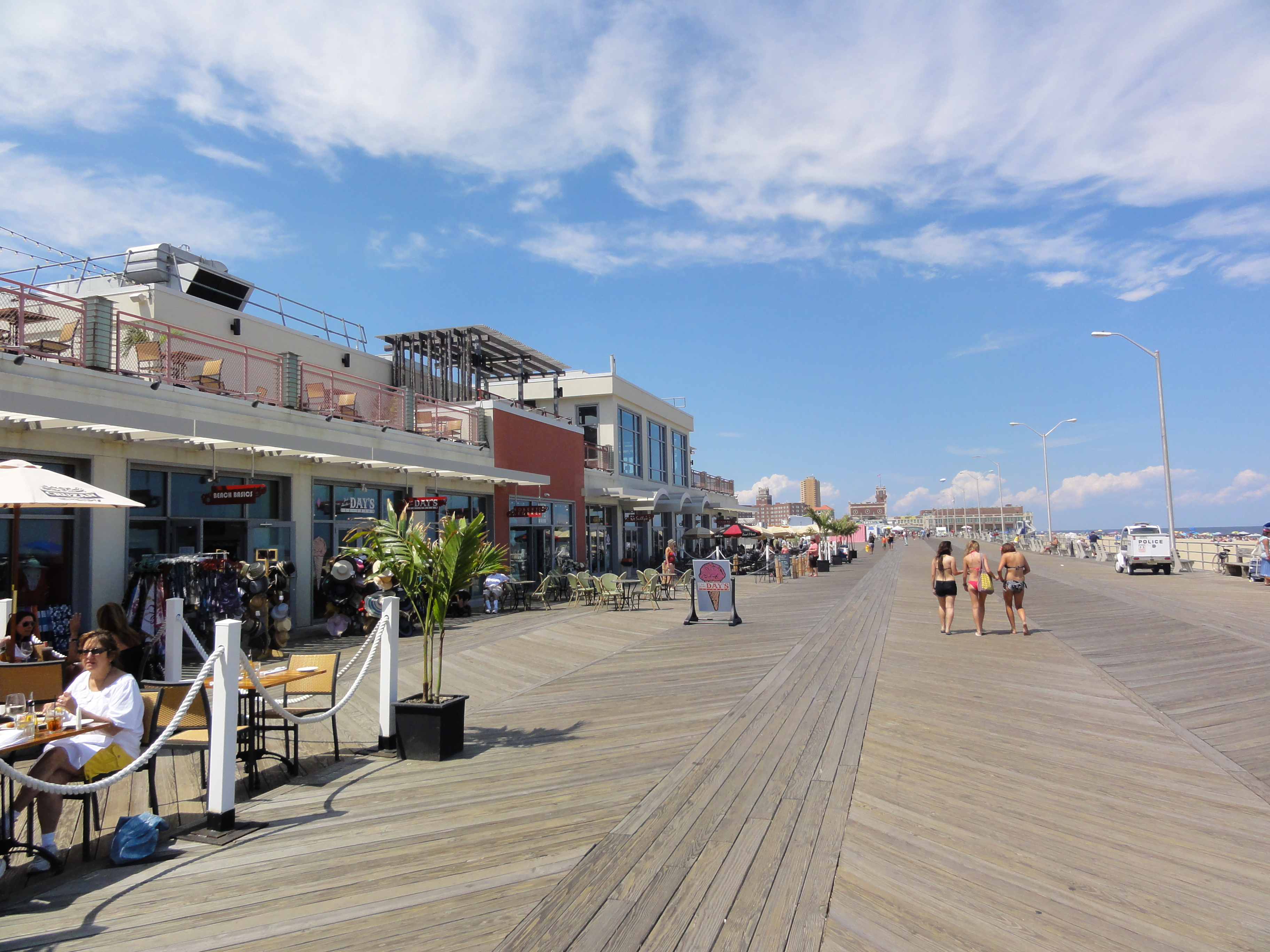
Il lungomare di Asbury Park

Con i Sonic Boom come nucleo iniziale, il musicista riuscì a formare un gruppo più ampio, composto da dieci elementi accompagnati da una sezione di fiati e da un coro femminile, con "Tinker" West come manager. La formazione, dapprima piuttosto eterogenea, si stabilizzò poi intorno a un quintetto comprendente il leader, Tallent, Van Zandt, Lopez e il tastierista David Sancious. Il nuovo gruppo esordì il 10 luglio 1971 con il nome di Bruce Springsteen Band e rimase attivo, fra alterne vicende, fino all'aprile successivo senza però eguagliare i risultati degli Steel Mill.
Il musicista intanto stava migliorando le sue capacità compositive e aveva iniziato a esibirsi regolarmente anche da solo, accompagnato di norma dalla sua chitarra acustica. Di conseguenza cominciò a riservare maggiore attenzione ai testi, che si fecero progressivamente più lunghi e articolati, popolati da personaggi sempre diversi e pittoreschi che diventarono una caratteristica peculiare della sua proposta artistica. Fra l'attività poco remunerativa con il gruppo e quella come cantautore in chiave acustica, che gli offrì la possibilità di ottenere qualche ingaggio nel locali del Greenwich Village di New York, Springsteen optò infine per quest'ultima.

### L'esordio discografico
Nel novembre del 1971 "Tinker" West organizzò un incontro con Mike Appel e Jim Cretecos, due parolieri che volevano espandere i loro affari nel settore discografico. L'audizione fu breve e deludente, ma Springsteen domandò ad Appel una seconda opportunità. Il nuovo provino ebbe luogo nel febbraio del 1972 e questa volta il musicista, che nel frattempo aveva composto un gran numero di nuovi brani, suscitò l'approvazione dei due impresari, i quali gli fecero firmare un contratto e fondarono la Laurel Canyon, una società interamente dedicata alla promozione della sua carriera.
Nella primavera successiva Appel cercò di prendere contatti con Clive Davis, il presidente della Columbia Records. Poiché questi non era disponibile, egli chiamò John Hammond, considerato il più abile talent scout dell'industria discografica, colui che aveva scoperto Bob Dylan e in precedenza aveva ingaggiato artisti come Billie Holiday, Count Basie, Pete Seeger e ancor prima Bessie Smith e Benny Goodman. L'insistenza di Appel fu tale che alla fine riuscì a ottenere un appuntamento con il produttore nei primi giorni del maggio 1972: l'audizione di Springsteen, il quale si esibì accompagnato solo dalla sua chitarra acustica, convinse Hammond che fece registrare al musicista alcune demo. Davis, dopo aver ascoltato i nastri, decise di mettere sotto contratto il giovane cantautore, ma in realtà l'accordo fu siglato con la Laurel Canyon, dal momento che Springsteen aveva concesso alla società di Appel i diritti sulle sue canzoni e il controllo pressoché completo della sua carriera.

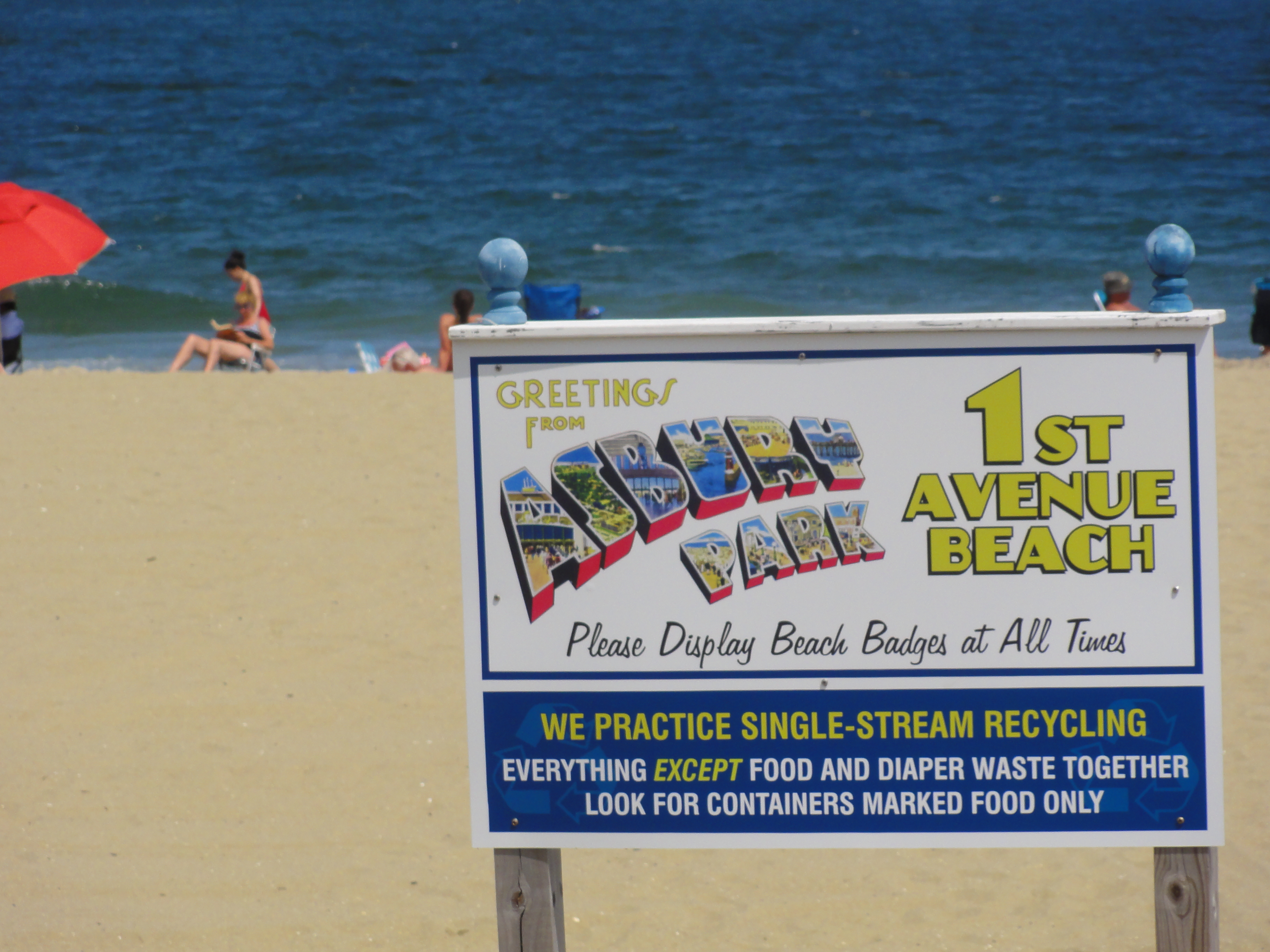
Una insegna sulla spiaggia di Asbury Park che richiama la copertina del primo album di Bruce Springsteen

Sostenuto dai vertici della Columbia, che credevano di dover lanciare la carriera di una sorta di «nuovo Dylan», il musicista si preparò alla registrazione del suo primo album e per l'occasione chiamò a raccolta i componenti della Bruce Springsteen Band. La decisione di lavorare con il suo gruppo era per l'artista un fatto naturale che tuttavia colse di sorpresa Appel e gli esponenti della Columbia: il manager si aspettava infatti di produrre un disco in stile folk, dominato dalla chitarra e dalla voce roca e sofferta di Springsteen; allo stesso modo i discografici intendevano affiancare al musicista un manipolo di rodati turnisti per realizzare un album acustico sul modello vincente dei cantautori allora in voga, come James Taylor o lo stesso Bob Dylan. Anche grazie all'appoggio di Davis e contro il parere di Hammond, Springsteen fu autorizzato a impiegare la sua band; il solo Steve Van Zandt fu escluso e partecipò esclusivamente alle prime fasi delle registrazioni.
Il disco fu completato in poche sedute presso i 914 Sound Studios a Blauvelt nello Stato di New York, studi di registrazione economici scelti appositamente per contenere al minimo le spese. La band incise una decina di brani compresi alcuni fra quelli che Springsteen aveva suonato nei suoi provini acustici, come It's Hard to Be a Saint in the City e For You. Davis si dichiarò insoddisfatto del risultato, in quanto a suo dire nessuna canzone aveva il potenziale commerciale per affermarsi come un singolo di successo: Springsteen allora compose rapidamente due nuovi pezzi, Blinded by the Light e Spirit in the Night, che furono registrati dopo che la band era stata congedata. Il cantante dovette quindi suonare tutti gli strumenti richiamando Lopez solo per le parti di batteria; per questi due brani volle però la presenza di Clarence Clemons, un sassofonista che aveva conosciuto l'anno precedente.
L'album fu pubblicato nel gennaio 1973 con il titolo di Greetings from Asbury Park, N.J., un omaggio alla città dove il cantante sentiva di avere le sue radici. Malgrado parte della critica avesse accolto l'opera con favore, i riscontri di vendita furono nettamente inferiori alle aspettative, con circa 25 000 copie vendute nei primi mesi. Gli scarsi risultati del disco dipesero dall'equivoco iniziale secondo cui Springsteen era stato presentato come un nuovo artista folk: l'album invece appariva troppo grezzo e movimentato rispetto ai canoni del soft rock di matrice cantautorale e al contempo non riusciva a esprimere compiutamente la vena rock del musicista. A dispetto dell'insuccesso discografico, Springsteen stava iniziando a farsi conoscere grazie alle sue esibizioni dal vivo, vera fonte di sostentamento per la band.

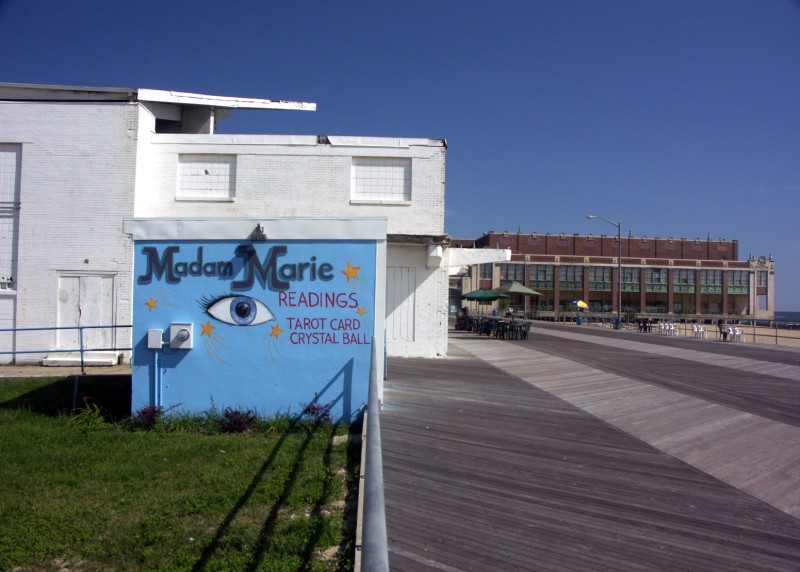
Il chiosco della veggente Madame Marie sul lungomare di Asbury Park, citata nella canzone 4th of July, Asbury Park (Sandy)

Il secondo lavoro del cantante, The Wild, the Innocent & the E Street Shuffle, fu distribuito nel novembre dello stesso anno. Pur ricevendo recensioni molto positive, il disco conseguì una popolarità modesta anche perché la casa discografica, che frattanto aveva allontanato Davis, non investì molte risorse nella sua promozione. Le canzoni dell'album contribuirono tuttavia ad ampliare il repertorio della band che seguitava a veder crescere il proprio pubblico: i pezzi più energici, come E Street Shuffle e Rosalita, divennero presto molto acclamati nei concerti. Per il suo secondo disco Springsteen compose e registrò un gran numero di canzoni che poi rimasero escluse dalla scaletta finale, una pratica che divenne piuttosto comune in seguito: tra queste si annovera The Fever, brano incluso in un raro 45 giri promozionale e che fu poi inciso da Southside Johnny nel 1976, primo dei tanti pezzi di successo "donati" da Springsteen ad altri artisti.

### I primi successi
Nel gennaio del 1974 la band si mise all'opera sulle prime canzoni di un nuovo album. A febbraio Vini Lopez fu licenziato per un litigio con Steve Appel, fratello di Mike, e fu sostituito da Ernest Carter, un batterista amico di David Sancious. Poco dopo questi ultimi lasciarono il gruppo, che nel frattempo iniziava a farsi chiamare E Street Band, e furono rimpiazzati dal batterista Max Weinberg e dal pianista Roy Bittan, ingaggiati mediante un'inserzione pubblicata su un giornale.
Per Springsteen la terza prova discografica si prospettava decisiva: un ulteriore insuccesso avrebbe infatti rischiato di compromettere definitivamente la sua carriera. Il lavoro procedeva a rilento e con risultati frustranti: la band riuscì a portare a termine un solo brano, Born to Run, che poi avrebbe dato il titolo all'album. Più volte l'artista fu sul punto di annullare tutto e propose di registrare tutte le canzoni dal vivo in studio o in concerto, dal momento che l'attività live si era dimostrata la dimensione più congeniale al gruppo.
Uno degli eventi più significativi nella carriera del musicista avvenne il 9 maggio 1974: a Cambridge, nel Massachusetts, durante un concerto di Bonnie Raitt cui Springsteen e la sua band facevano da gruppo spalla, il pubblico decretò un capovolgimento dei ruoli, richiamando sul palco l'artista del New Jersey alla fine dello spettacolo e chiedendogli di esibirsi nuovamente. Alcuni giorni dopo Jon Landau, critico musicale di Rolling Stone, scrisse sul settimanale The Real Paper di Boston:
(Jon Landau, The Real Paper, 22 maggio 1974)
L'articolo di Landau, benché pubblicato in una rivista locale, colpì la critica e i discografici, contribuendo inoltre a risollevare le vendite di The Wild, the Innocent and the E Street Shuffle, che nell'agosto del 1974 si approssimarono alle 100 000 copie. Dopo aver scritto una delle frasi più celebri della storia del rock, il giornalista divenne amico di Springsteen e suo più fidato collaboratore, dapprima come produttore discografico e poi – a partire dal 1978 – come manager. La preparazione del nuovo album riprese dunque sotto la guida di Landau, che portò un metodo di lavoro più professionale: la band si trasferì negli studi Record Plant di New York dove tutte le canzoni furono registrate da capo. Nel complesso la lavorazione del disco durò circa 18 mesi e Born to Run uscì infine nell'agosto 1975.

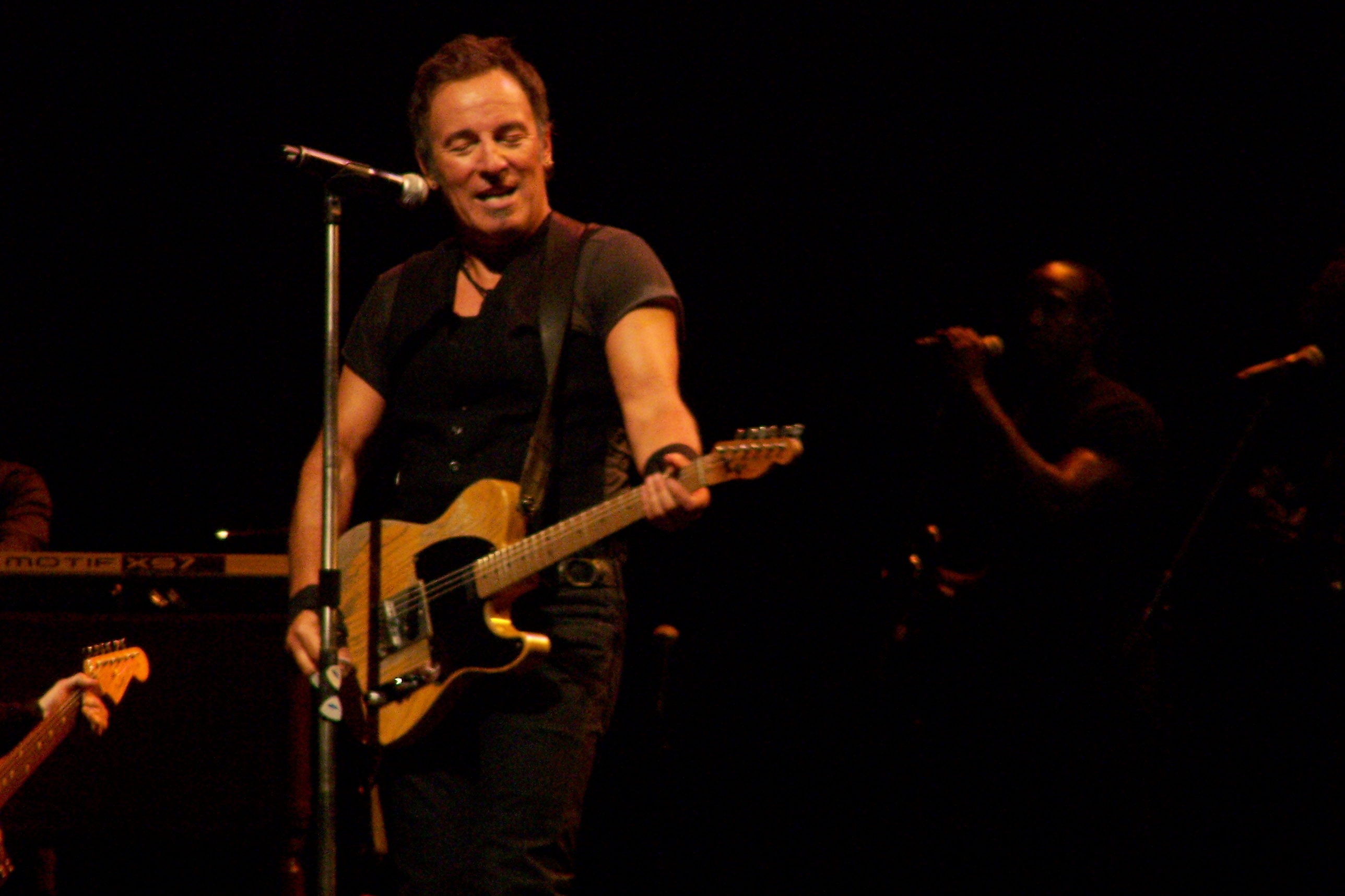
Springsteen con la chitarra che compare sulla copertina di Born to Run e di altri suoi dischi

La pubblicazione fu preceduta da un'imponente campagna promozionale, basata sullo slogan «il futuro del rock and roll». Springsteen tenne a New York dieci spettacoli da «tutto esaurito» che suscitarono l'interesse dei mezzi di comunicazione di massa, a tal punto che Born to Run – ancor prima della sua uscita – divenne uno degli album più attesi dell'anno e la canzone omonima fu una delle più trasmesse dalle radio.
L'attenzione concentrata su Springsteen fu enorme: il 27 ottobre Time e Newsweek, i due settimanali statunitensi più diffusi, dedicarono in contemporanea le rispettive copertine al nuovo protagonista del panorama musicale, ma i due articoli presentavano un approccio diametralmente opposto. Sulla copertina di Time campeggiava la frase «Rock's New Sensation» («la rivelazione del rock») e l'articolo era piuttosto favorevole a Springsteen sebbene l'autore Jay Crocks stigmatizzasse l'enfasi eccessiva che gli era stata dedicata. La copertina del rivale Newsweek recava invece un titolo più critico, «Making of a Rock Star» («la costruzione di una stella del rock»): il pezzo scritto da Maureen Orth si concentrava sulle tecniche con cui l'industria discografica plasmava i propri eroi; a suo dire il musicista era la creazione di un gruppo di manipolatori intenzionati a imporre un prodotto privo di contenuti. Molto si discusse all'epoca sulla figura di Springsteen e, a fronte di molti osservatori entusiasti, vi fu chi parlò apertamente di montatura.
Nel frattempo l'album raggiunse in poche settimane la terza posizione nella classifica di Billboard. Le canzoni del disco divennero momenti irrinunciabili della tournée che si protrasse sino alla fine dell'anno; in autunno la band, che aveva assunto la sua configurazione più stabile grazie all'inserimento di Steve Van Zandt come chitarrista ritmico, partì per un breve tour europeo con due concerti all'Hammersmith Odeon di Londra e due spettacoli a Stoccolma e Amsterdam.
Intanto i contratti quinquennali stipulati da Springsteen con Mike Appel si avvicinavano alla scadenza: i due si accinsero quindi a trattare l'eventuale rinnovo. Fu in questa circostanza che il cantante si rese conto del fatto che Appel esercitava un controllo pressoché totale sulla sua attività artistica; si arrivò presto a una rottura e Springsteen intentò una causa nei confronti dell'impresario, il quale reagì a sua volta con una controcitazione. Il contenzioso, che coinvolse anche la Columbia, si trascinò per un anno e in quel periodo l'attività discografica si bloccò completamente. Nella primavera del 1977 si raggiunse infine un accordo stragiudiziale che liberava il cantautore da ogni vincolo; Appel avrebbe contestualmente ricevuto 800 000 dollari e la metà dei diritti della canzoni pubblicate per la Laurel Canyon.
Fra il 1976 e il 1977, essendo interrotto il lavoro in studio, Springsteen svolse con successo un'intensa attività dal vivo: il musicista si convinse anche a suonare in ambienti più grandi delle sale da concerto in cui si esibiva di solito e accettò di tenere concerti nelle grandi arene sportive che aveva sempre rifiutato, iniziando a Phoenix in settembre e proseguendo poi in ottobre allo Spectrum di Filadelfia, la città in cui aveva il maggior seguito. Tuttavia, a causa del contenzioso legale in corso, il denaro faticava ad arrivare nelle tasche dei musicisti: pertanto alcuni membri della E Street Band si misero alla ricerca di ingaggi con altri artisti. Roy Bittan e Max Weinberg, ad esempio, presero parte all'incisione di Bat Out of Hell di Meat Loaf, un disco che conseguì grande popolarità.
Pochi giorni dopo la stipula dell'accordo, Springsteen entrò in studio con Jon Landau e la E Street Band per dare inizio alla lavorazione del suo quarto album. In precedenza il cantante aveva preso in affitto una fattoria a Holmdel, nella campagna del New Jersey, dove per tutta la durata della causa aveva continuato in semiclandestinità a provare e a incidere nuove canzoni.
Quando iniziarono le registrazioni ufficiali del nuovo disco, nei primi giorni di giugno del 1977, Springsteen aveva dunque già composto, provato o solo abbozzato decine di brani. Il suo approccio compositivo, infatti, era radicalmente mutato: dalla manciata di canzoni scritte per Born to Run, sulle quali aveva lavorato a lungo in studio, Springsteen era passato a comporre di getto abbozzi che poi cuciva e rielaborava senza sosta; frammenti di musica e di testo passavano continuamente da una canzone all'altra fino al raggiungimento del risultato finale, costituito da brani dotati di una struttura più semplice, con arrangiamenti meno articolati rispetto ai dischi precedenti. Nel complesso i pezzi registrati in forma più o meno completa furono una settantina: solo dieci di essi vennero poi prescelti per comporre la scaletta finale dell'album, che peraltro fu cambiata diverse volte in corso d'opera. Al contempo non diminuì la cura per i dettagli e il contributo di Jon Landau fu decisivo per aiutare Springsteen ad arginare la sua esuberanza.

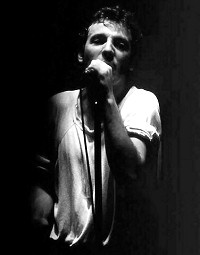
Bruce Springsteen in concerto a Drammen nel 1981

La fase di post-produzione risultò critica, giacché i tecnici del suono Jimmy Iovine e Toby Scott non riuscivano a effettuare il missaggio secondo i desideri del cantautore. Landau allora chiese aiuto a Chuck Plotkin, un produttore di Los Angeles, che decise di aumentare il volume del basso elettrico e della grancassa, conferendo al disco il suono deciso e oscuro che ne rappresenta una delle caratteristiche principali. L'album, intitolato Darkness on the Edge of Town, fu pubblicato nel giugno del 1978 e raggiunse la quinta posizione della classifica di Billboard.
La tournée promozionale del disco, considerata una delle più importanti nella storia del rock, prese avvio ancor prima della pubblicazione dell'opera e si concluse il 1º gennaio 1979 dopo 115 esibizioni. La scaletta fu resa più robusta anche dall'innesto delle numerose canzoni escluse dall'album, che divennero parte integrante del repertorio di Springsteen insieme a decine di cover e classici del rock and roll: i concerti dunque si dilatarono in misura considerevole fino a sfiorare spesso le tre ore, al punto che lo spettacolo fu diviso in due parti con l'inserimento di un breve intervallo.
Nel settembre del 1979 l'artista prese parte a due delle quattro esibizioni organizzate al Madison Square Garden di New York dal collettivo MUSE (Musicians United for Safe Energy, «musicisti uniti per l'energia sicura»). L'evento, ideato dopo l'incidente di Three Mile Island avvenuto il 28 marzo dello stesso anno, intendeva sensibilizzare l'opinione pubblica sui pericoli dell'energia nucleare. Gli spettacoli furono documentati da un film e da un triplo LP che rappresenta la prima apparizione di Bruce Springsteen e della E Street Band in un album dal vivo.
Il disco seguente del cantautore, The River, fu edito nell'ottobre del 1980 dopo una lunga lavorazione che aveva avuto inizio nel maggio del 1979. Inizialmente il progetto era basato sui brani estromessi dal lavoro precedente, con il veloce pezzo rock The Ties That Bind che avrebbe dovuto dare il titolo all'opera; nondimeno Springsteen seguitava a comporre nuove canzoni e convinse la casa discografica a dare alle stampe un album doppio. Il brano scelto come nuova title track era stato presentato in anteprima durante i concerti del MUSE ed era dedicato alla sorella Ginny, rimasta incinta a 17 anni come la protagonista della canzone. Dal punto di vista stilistico, il disco proseguiva il percorso intrapreso negli album precedenti, distinguendosi tuttavia da Darkness on the Edge of Town per la presenza di incalzanti pezzi rockabilly alternati a brani di sapore country.
The River fu il primo LP di Springsteen a raggiungere la vetta della classifica statunitense; Hungry Heart, definito da John Lennon «il miglior singolo di rock 'n' roll dai tempi dei Beatles», fu inoltre il primo 45 giri del cantautore a entrare nella top ten. Il 3 ottobre 1980 iniziò un'altra tournée che durò quasi un anno per un totale di 140 concerti; tra l'aprile e il giugno del 1981 il musicista si esibì anche all'estero, nel suo primo vero tour europeo. Nonostante la presenza dei nuovi brani, il cantante continuava a inserire in scaletta numerose cover di canzoni da lui amate, come per esempio alcuni pezzi dei Creedence Clearwater Revival e il classico del folk This Land Is Your Land di Woody Guthrie.

### L'apice della popolarità

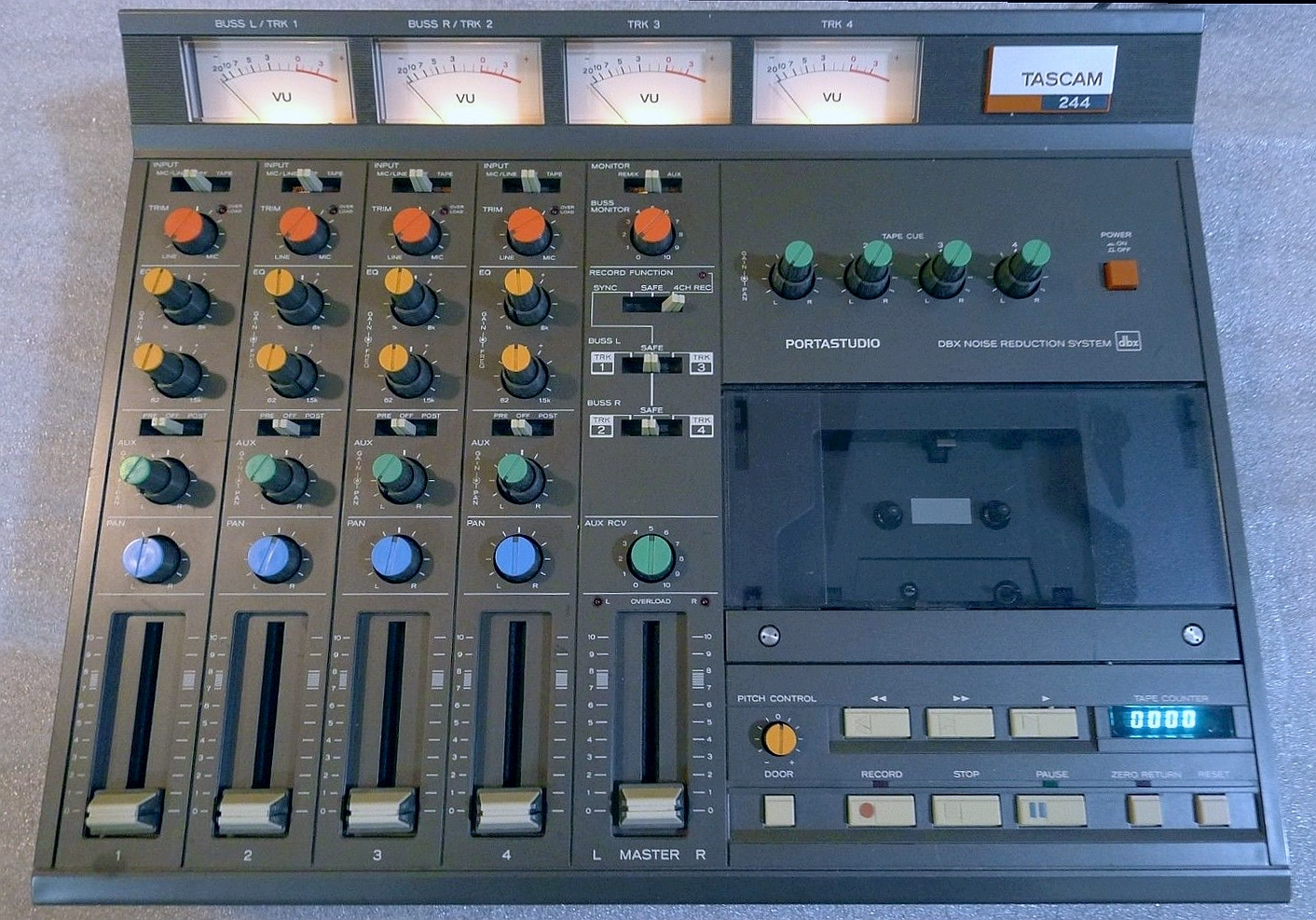
Un registratore a cassette Tascam Portastudio 244, successivo ma molto simile al modello 144 con cui Springsteen registrò le tracce di Nebraska

Terminata la tournée di The River, Springsteen incise da solo – servendosi di un registratore semiprofessionale a quattro piste Tascam – alcuni provini in versione acustica, accompagnato esclusivamente dalla chitarra e dall'armonica a bocca. Dopo alcuni infruttuosi tentativi di registrare le nuove canzoni con la band, le tracce acustiche furono pubblicate pressoché senza ritocchi con il titolo di Nebraska: il disco, distribuito nel settembre del 1982, sorprese la critica e il pubblico anche per il tono cupo, a tratti dolente, delle sue canzoni.
Il pezzo Born in the U.S.A., composto per un film di Paul Schrader mai realizzato ed estromesso anche da Nebraska, fu il punto di partenza dell'album successivo, il settimo della produzione di Springsteen. La lavorazione del disco, iniziata già nel gennaio 1982, si svolse in modo frammentario: negli stessi mesi Van Zandt realizzò il suo primo album da solista con lo pseudonimo di Little Steven, lasciando il gruppo poco dopo; anche Clemons registrò un disco in proprio e nel frattempo tutta la E Street Band fu coinvolta nel rilancio della carriera di Gary U.S. Bonds, un artista rock and roll ammirato da Springsteen. Intanto anche in questa circostanza le canzoni incise – oltre sessanta – avrebbero potuto riempire più di un disco, tant'è che alla fine del 1983 non era ancora stata stabilita la scaletta definitiva dell'album. Fu allora che il musicista scrisse Dancing in the Dark: dominato dai sintetizzatori di Roy Bittan, una delle novità dell'intero disco, il brano presentava un approccio più commerciale rispetto ai lavori precedenti di Springsteen e divenne uno dei suoi pezzi più acclamati, grazie anche a un videoclip diretto da Brian De Palma che fu trasmesso massicciamente dalle televisioni specializzate.
L'album, intitolato Born in the U.S.A., fu pubblicato nel giugno del 1984 e suscitò un ampio favore popolare, vendendo 30 milioni di copie nel mondo di cui 15 nei soli Stati Uniti: il disco accrebbe notevolmente la fama del cantautore e gli permise di affermarsi come uno dei più importanti esponenti del panorama musicale mainstream degli anni ottanta. La copertina del disco, che riporta una fotografia del musicista ripreso di schiena con lo sfondo della bandiera a stelle e strisce, è annoverata fra le icone più distintive di quegli anni. Sebbene Born in the U.S.A., come il precedente Nebraska, sia un'esplorazione del lato oscuro del «sogno americano», parte del pubblico lo percepì come un vigoroso inno patriottico. In tale contesto il presidente degli Stati Uniti, il repubblicano Ronald Reagan, tentò di coinvolgere Springsteen nella propaganda politica per la sua rielezione, ma il cantante reagì con durezza respingendo anche le sollecitazioni che gli provenivano da parte democratica.
La traccia che dà il titolo all'album, in particolare, si connota come un'amara riflessione sul destino dei veterani della guerra del Vietnam; tuttavia il ritornello orecchiabile, il titolo e la copertina del disco indussero molti a leggerla come una canzone gingoista anziché come un'esplicita denuncia, malgrado il testo piuttosto chiaro in tal senso. Anni dopo, per contrastare l'interpretazione diffusa ed errata che era stata data al brano, Springsteen tornò a eseguirlo in una versione acustica del tutto simile a come il pezzo era stato inizialmente concepito ai tempi dei provini di Nebraska.
Il successivo tour mondiale con la E Street Band, nella quale erano entrati nel frattempo la corista Patti Scialfa e il chitarrista Nils Lofgren in sostituzione di Steven Van Zandt, riscosse ovunque un grande successo; in alcuni casi, come in Giappone e in Australia, si raggiunsero livelli di fanatismo che erano stati riservati solo ai Beatles negli anni sessanta. Nel 1985, insieme ad altri eminenti musicisti, il cantautore prese parte al progetto Artists United Against Apartheid e all'iniziativa USA for Africa, dando il proprio apporto alla registrazione del singolo benefico We Are the World. Nel maggio dello stesso anno, durante una pausa della tournée, sposò in segreto l'attrice e modella Julianne Phillips, conosciuta pochi mesi prima.

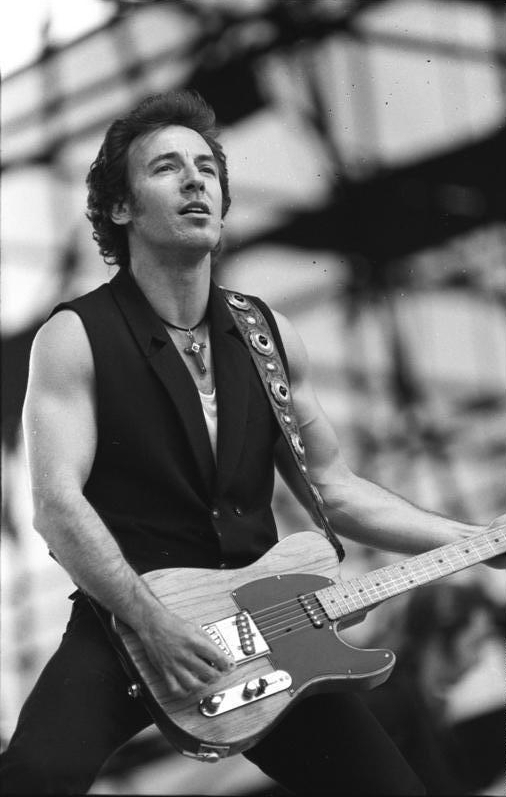
Springsteen durante il concerto del 19 luglio 1988 a Berlino Est

Nel novembre del 1986 fu distribuito Live/1975-85, il primo album dal vivo del cantante, un cofanetto costituito da cinque dischi in vinile – disponibile anche in tre CD – che documenta dieci anni di concerti con la E Street Band, per la prima volta menzionata espressamente sulla copertina di una pubblicazione discografica dell'artista statunitense. L'opera esordì in prima posizione nella classifica Billboard 200, contribuendo a incrementare ulteriormente la reputazione di Springsteen come «performer» e la sua visibilità nei mezzi di comunicazione di massa.
Nel febbraio seguente il musicista iniziò a preparare un album da solo, senza la sua band di supporto. Le nuove canzoni erano molto più intime e vertevano prevalentemente sul rapporto di coppia, esplorando in tutti i suoi aspetti la vita matrimoniale e le sue difficoltà. L'attrezzatura dello studio personale di Springsteen era nel frattempo migliorata e ora il cantante disponeva di sintetizzatori e drum machine, il che gli consentì di registrare tutti i brani in breve tempo. Soltanto in un secondo momento egli chiamò, a uno a uno, i musicisti della E Street Band per qualche sovraincisione: le parti suonate dai membri del gruppo sarebbero state inserite nel disco se si fossero rivelate migliori di quelle registrate in proprio, ma dei loro contributi si salvò poco e Tunnel of Love uscì nell'ottobre del 1987 debuttando in vetta alle classifiche di vendita. Quattro mesi più tardi, Springsteen e la band al completo partirono per un'altra tournée, più breve delle precedenti e caratterizzata da un approccio più formale; l'evento più significativo fu il concerto tenuto a Berlino Est il 19 luglio 1988, quando il cantautore suonò davanti a una folla stimata in oltre 100 000 persone.
Nello stesso periodo il musicista, insieme ad altri artisti affermati come Sting, Peter Gabriel, Tracy Chapman e Youssou N'Dour, partecipò alla manifestazione Human Rights Now! per Amnesty International: in venti tappe il tour di beneficenza coinvolse l'Europa e il Nord America, ma anche il Sud America, l'Africa e l'Asia. Un anno dopo Springsteen sciolse inopinatamente la E Street Band, lasciando liberi i suoi componenti.

### Gli anni novanta
Naufragato il matrimonio con la prima moglie, nel gennaio del 1989 il cantante si trasferì a Los Angeles con Patti Scialfa. I due si sposarono l'8 giugno 1991 dopo la nascita del loro primo figlio Evan James, avvenuta nel luglio dell'anno antecedente; la figlia Jessica Rae e il terzogenito Sam Ryan vennero alla luce rispettivamente nel dicembre del 1991 e nel gennaio del 1994.
La fase che seguì Tunnel of Love fu contrassegnata da grandi cambiamenti nella vita di Springsteen, ma anche da un inaridimento creativo. Tuttavia nel dicembre del 1989, subito dopo lo scioglimento della E Street Band, il cantautore si incontrò con Roy Bittan tornando all'opera al fine di incidere qualche canzone per un nuovo album. Ebbe così inizio un lungo periodo di prove e registrazioni che si protrasse fino al 1992: Springsteen e Bittan lavorarono su un numero cospicuo di brani, tra cui alcuni pezzi composti dal tastierista. Nel progetto furono coinvolti anche alcuni noti turnisti, fra i quali Randy Jackson, Jeff Porcaro e David Sancious. L'album Human Touch fu pubblicato nel marzo 1992 insieme a un secondo disco, intitolato Lucky Town, che il musicista aveva realizzato quasi da solo, in poche settimane, nel suo studio personale di Los Angeles. I due lavori, che ricevettero entrambi un'accoglienza critica piuttosto tiepida, differiscono notevolmente per approccio espressivo: se il primo è un album contraddistinto da sonorità moderne e levigate, appetibile a un'ampia fascia di ascoltatori, l'altro disco presenta invece uno stile più grezzo e spontaneo.
Nel giugno del 1992 fu inaugurata una tournée mondiale che durò un anno. Per l'occasione Springsteen e Bittan aggregarono un nuovo complesso, spesso identificato informalmente come «The Other Band» («l'altro gruppo») per distinguerlo dalla E Street Band, costituito in gran parte da musicisti sconosciuti ai più: oltre a Bittan e a Patti Scialfa, ne facevano parte Shane Fontayne alla chitarra, Crystal Taliafero ai cori e poi al sassofono, il bassista Tommy Sims, il batterista Zachary Alford e un nutrito gruppo di coristi. Malgrado un avvio molto favorevole in Europa e gli undici concerti da «tutto esaurito» organizzati nel New Jersey, il tour non fu altrettanto seguìto nel resto degli Stati Uniti. Nel dicembre del medesimo anno uscì l'album video In Concert, contenente un'esibizione tenuta da Springsteen nell'ambito della serie MTV Unplugged; lo stesso spettacolo fu successivamente edito anche in formato CD ottenendo risultati deludenti.
Fra il 1993 e il 1994, il cantautore iniziò a sperimentare un nuovo metodo compositivo e incise alcune canzoni facendo ricorso prevalentemente a loop e a campionatori. Il progettò sfociò nella registrazione del brano Streets of Philadelphia per il film Philadelphia di Jonathan Demme, che valse a Springsteen l'Oscar alla migliore canzone e fu il primo di molti pezzi scritti appositamente per il cinema. Il brano, pubblicato dapprima nella colonna sonora della pellicola e poi come singolo nel febbraio del 1994, riscosse un largo successo e contribuì a rilanciare la carriera dell'artista. In questa fase, su insistenza dell'etichetta discografica, il cantante concentrò la propria attenzione sulla sua prima antologia: a tal scopo riunì dopo sei anni di inattività i musicisti della E Street Band, compreso Steven Van Zandt, per incidere alcuni pezzi inediti da includere nel disco, distribuito poi nel febbraio 1995 con il titolo di Greatest Hits. A testimonianza di questa esperienza fu realizzato il documentario Blood Brothers diretto da Ernie Fritz, a cui fece seguito un EP con altri nuovi brani.

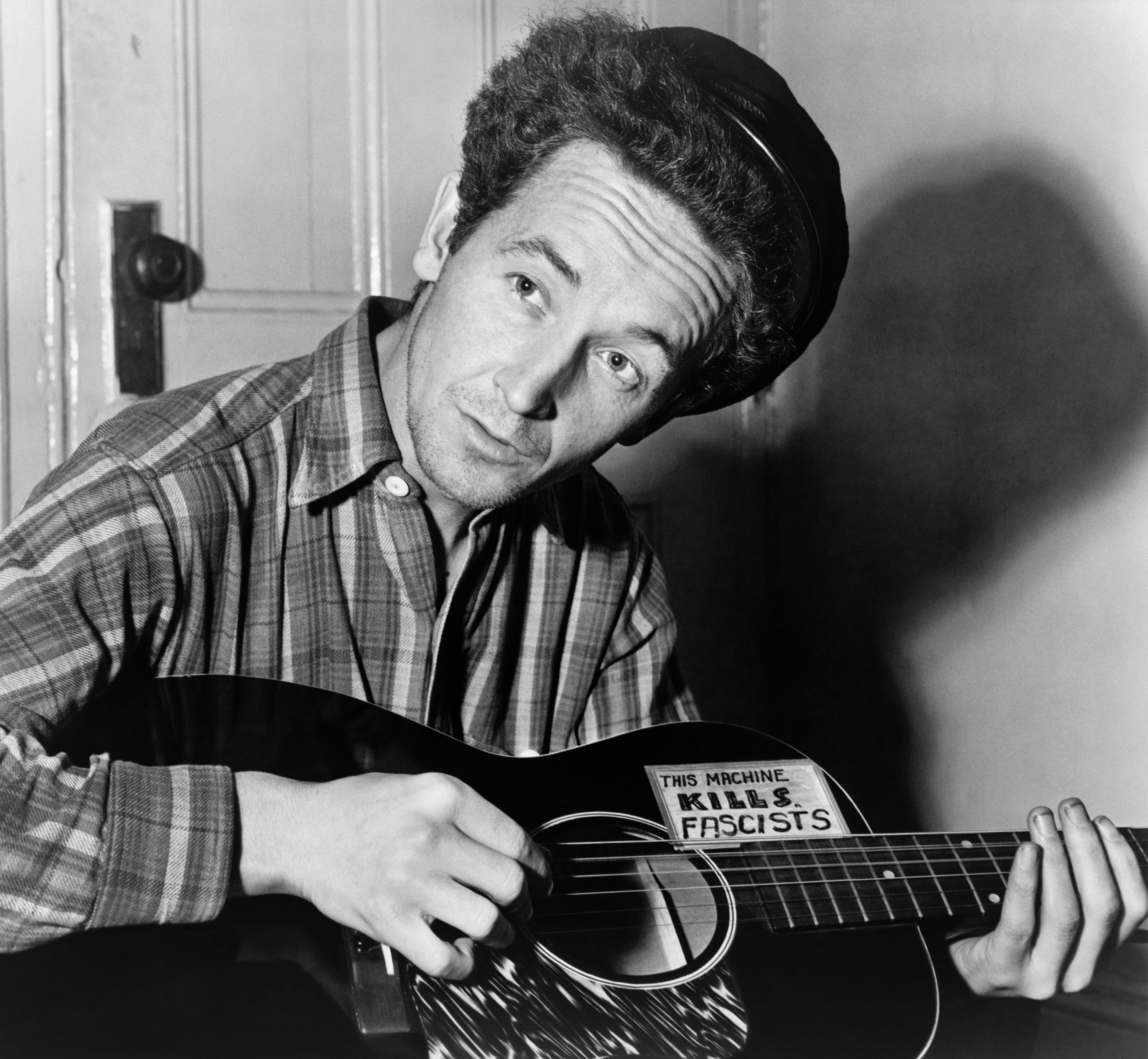
Woody Guthrie, ispiratore del brano The Ghost of Tom Joad

Benché i tempi sembrassero maturi per una riunione stabile della E Street Band, Springsteen completò un disco solista e sostanzialmente acustico, The Ghost of Tom Joad, che fu distribuito nel novembre del 1995. Le composizioni dell'album, incentrate sulle vicissitudini delle fasce più deboli della società, prendono spunto dai personaggi del romanzo Furore di John Steinbeck, mediato – nel caso di Springsteen – dalla visione del film omonimo di John Ford e dall'ascolto della canzone Tom Joad di Woody Guthrie, a sua volta ispirata al libro dello scrittore statunitense. Il lavoro era stato condotto a termine con l'ausilio di un ristretto gruppo di musicisti, tra i quali Danny Federici, Garry Tallent, il batterista Gary Mallabar, Marty Rifkin alla pedal steel guitar e Patti Scialfa con le amiche Lisa Lowell e Soozie Tyrell ai cori; tuttavia molti dei brani del disco sono di sapore essenzialmente folk, dominati dalla chitarra acustica e dalla voce di Springsteen. Nel tour seguente l'artista si esibì da solo in piccoli teatri, accompagnato dalla sua chitarra, in un'atmosfera diametralmente opposta a quella delle tournée degli anni ottanta.
Nel 1996 il cantante fece ritorno con la famiglia nel New Jersey, in una tenuta di campagna a Colts Neck – a pochi chilometri da Freehold – dove aveva costruito anche uno studio di registrazione personale. Due anni più tardi fu dato alle stampe un cofanetto di quattro CD intitolato Tracks, contenente 66 dei circa 350 brani inediti registrati e poi accantonati dal musicista nell'arco della sua carriera; nel 1999 fu edita una versione ridotta a un solo disco, 18 Tracks, nella quale furono però inserite tre composizioni assenti nella pubblicazione precedente. In contemporanea a Tracks fu distribuito il volume Songs, con i testi delle canzoni di Springsteen da lui stesso commentati.

### Il ritorno della E Street Band
Nel marzo del 1999 l'artista fu iscritto nella Rock and Roll Hall of Fame; sebbene l'assegnazione del riconoscimento non comprendesse la E Street Band, il cantante si presentò alla cerimonia di premiazione con il gruppo al completo, interpretando Tenth Avenue Freeze-Out. La band tornò ad affiancare il cantautore anche in tournée dopo oltre undici anni: il Reunion Tour, acclamato dal pubblico e dalla critica, ebbe inizio il 9 aprile 1999 e si concluse il 1º luglio 2000. L'iniziativa fu immortalata nel film Bruce Springsteen & The E Street Band: Live in New York City, da cui poi furono tratti un doppio album dal vivo e un doppio DVD.

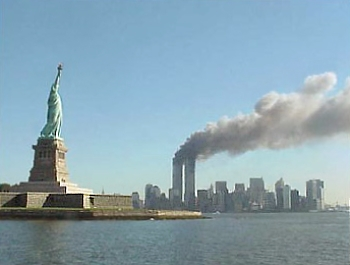
Parte dell'album The Rising è ispirata ai tragici eventi dell'11 settembre 2001. All'indomani dell'attacco Springsteen si recò in una spiaggia del New Jersey per vedere il nuovo deturpato skyline di Manhattan. Un uomo lo scorse e gli gridò dal finestrino della sua auto: «Ehi, abbiamo bisogno di te!»

Il 21 settembre 2001, eseguendo la nuova canzone My City of Ruins, Springsteen aprì il programma televisivo America: A Tribute to Heroes, trasmesso dalle principali emittenti statunitensi a reti unificate e destinato a raccogliere fondi per le famiglie delle vittime degli attacchi dell'11 settembre; poco dopo il musicista prese parte a un concerto benefico con analoghe finalità. La principale reazione di Springsteen agli attentati fu l'album The Rising, il primo inciso con la E Street Band dai tempi di Born in the U.S.A.; dopo molti anni il cantautore decise inoltre di affidarsi a un produttore esterno al fine di essere sgravato da alcune responsabilità e potersi così concentrare meglio sulla musica: l'incarico fu assegnato a Brendan O'Brien, noto per il suo lavoro con i Pearl Jam. Il disco, edito nel luglio del 2002, conseguì una popolarità ragguardevole come pure la successiva tournée mondiale, documentata da un DVD con la registrazione dello spettacolo tenuto a Barcellona. Il cantante si spese molto per la promozione di The Rising, ritenendo che l'opinione pubblica si attendesse da lui una risposta all'11 settembre.
Durante la presidenza del repubblicano George W. Bush, Springsteen si schierò pubblicamente contro l'amministrazione federale: pur ritenendo inevitabile la reazione militare che portò all'invasione dell'Afghanistan, disapprovò invece con fermezza il conflitto contro l'Iraq iniziato nel 2003. Cominciò quindi un periodo del tutto inedito di impegno politico, che si concretizzò nella partecipazione ad alcuni concerti del Vote for Change Tour, manifestazione musicale a sostegno del candidato democratico John Kerry alle elezioni del 2004. Alla tournée parteciparono numerosi altri artisti, tra cui Jackson Browne, Bonnie Raitt, i Pearl Jam, i R.E.M., John Legend, James Taylor e John Fogerty.
Dopo oltre quattro anni di grande esposizione mediatica, il cantante si prese un breve periodo di pausa per poi tornare nell'aprile del 2005 con Devils & Dust, un album in gran parte acustico e affine allo stile di The Ghost of Tom Joad. Il disco risulta fortemente influenzato dal coinvolgimento politico dell'autore, tant'è che la title track fu scritta dalla prospettiva di un soldato americano impegnato in uno scontro armato nel deserto, un chiaro riferimento alla guerra contro Saddam Hussein. Successivamente Springsteen intraprese un tour durante il quale si esibì da solo, come aveva fatto nove anni prima.

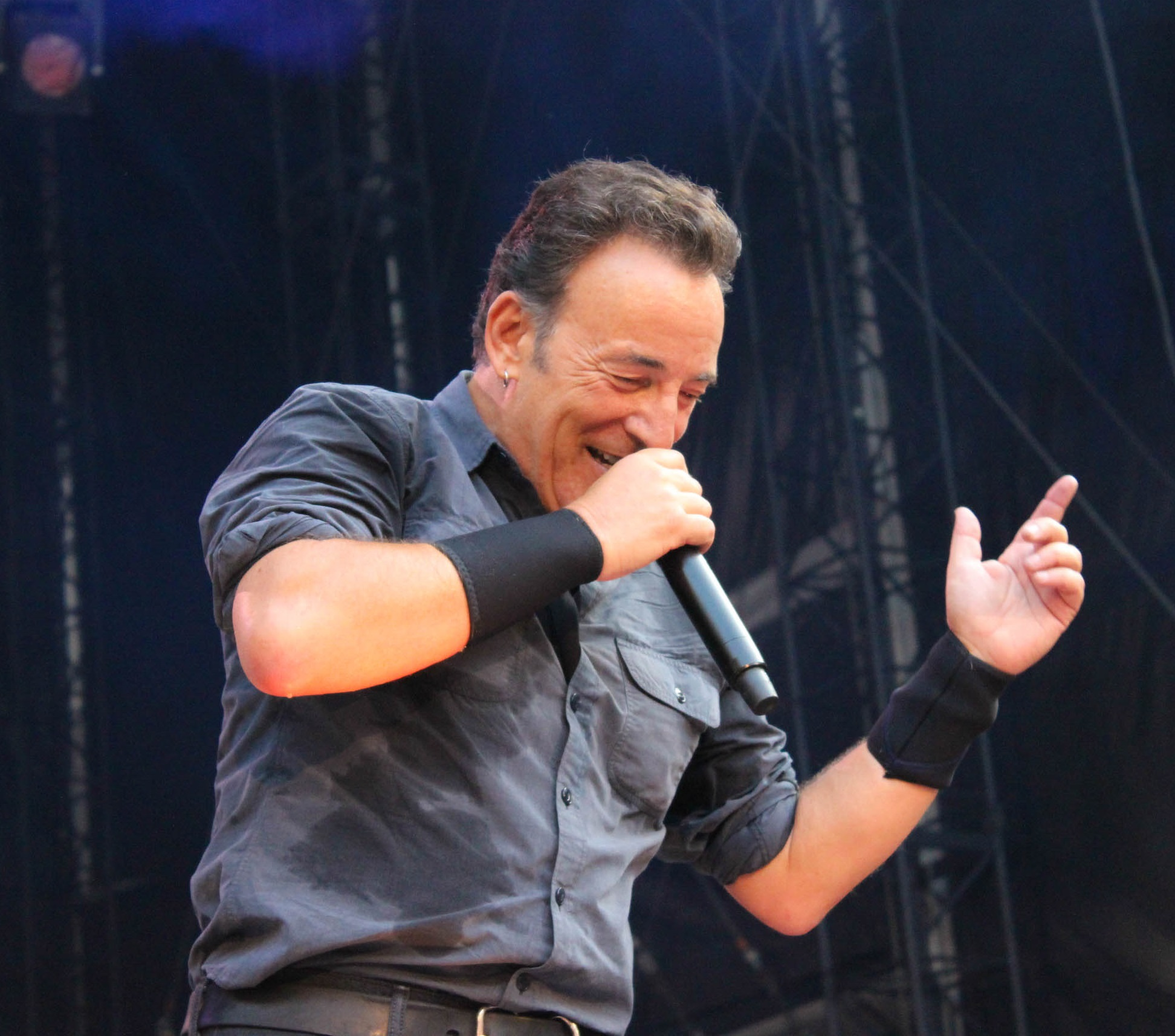
Il cantante durante uno spettacolo

Nell'aprile del 2006 fu distribuito We Shall Overcome: The Seeger Sessions, un album realizzato con un gruppo eterogeneo di musicisti e totalmente incentrato sul repertorio di canzoni popolari e tradizionali del cantautore e attivista Pete Seeger. Il progetto traeva le sue origini dagli anni novanta, quando Springsteen registrò un'interpretazione dell'inno We Shall Overcome per un disco tributo a Seeger: in quella circostanza l'artista del New Jersey conobbe i Gotham Playboys, un collettivo zydeco/cajun con cui incise alcuni brani di Seeger in presa diretta nel suo studio di Colts Neck; in seguito, fra il 2005 e il 2006, il cantante riunì gli stessi musicisti con l'aggiunta di una sezione di fiati per dare una veste definitiva a quelle vecchie registrazioni. Springsteen e la nuova formazione, ribattezzata «The Sessions Band», partirono per un breve tour da cui fu tratto un disco dal vivo.
L'ottobre del 2007 vide la pubblicazione di Magic, un nuovo lavoro con la E Street Band. L'album fu accompagnato da una tournée mondiale di successo, in occasione della quale Danny Federici – malato e poi scomparso nell'aprile del 2008 – fu sostituito da Charles Giordano, tastierista della Sessions Band. Il cantautore continuò a occuparsi di politica dando il suo appoggio a Barack Obama, candidato democratico alle elezioni del 2008 e futuro presidente: Springsteen prese parte ad alcuni incontri pubblici e al concerto tenuto dopo l'insediamento di Obama, esibendosi insieme a Pete Seeger in This Land Is Your Land. Nel gennaio del 2009 fu presentato il disco successivo dell'artista, Working on a Dream, preparato ancora con la collaborazione della E Street Band; il tour mondiale che seguì portò alcune novità nel gruppo: oltre alla violinista Soozie Tyrell e a Charles Giordano, entrarono stabilmente nell'organico altri musicisti già in forza alla Sessions Band, tra cui un gruppo di coristi e il trombettista Curt Ramm. Lo spettacolo del 28 giugno 2009 a Londra fu documentato nel DVD London Calling: Live in Hyde Park. Il 18 giugno 2011, a causa delle complicanze derivate da un infarto cardiaco, morì il sassofonista Clarence Clemons.

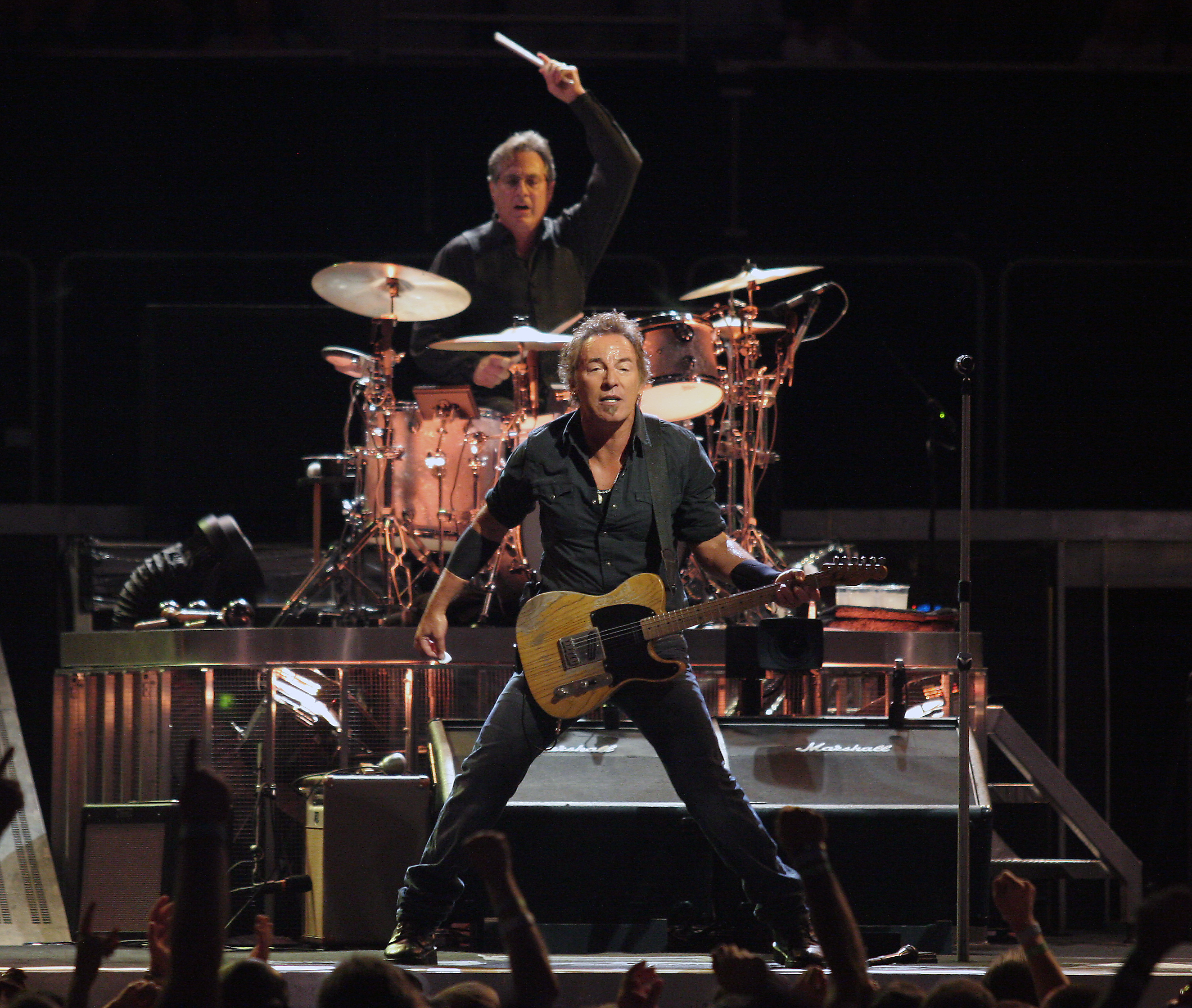
Bruce Springsteen sul palco con Max Weinberg

Springsteen tornò col suo diciassettesimo album nel marzo del 2012: Wrecking Ball fu inciso con l'ausilio di musicisti esterni alla E Street Band, tra cui il nuovo produttore Ron Aniello, il batterista Matt Chamberlain e il chitarrista Tom Morello dei Rage Against the Machine, il quale inaugurò una duratura collaborazione con il cantante. In due brani è presente il sassofono di Clemons, registrato precedentemente alla sua scomparsa. In occasione della lunga tournée mondiale iniziata dopo la pubblicazione dell'album, l'artista riunì nuovamente la E Street Band, affiancata da una sezione di fiati (denominata «E Street Horns») e da un gruppo di coristi («E Street Choir»); in questa formazione allargata le parti di sassofono di Clarence Clemons furono affidate al nipote Jake e a Eddie Manion.
Nel gennaio del 2014 uscì High Hopes, quarto disco di Springsteen consecutivo – e undicesimo in totale – a guadagnare il primo posto nella classifica degli album più venduti negli Stati Uniti. Oltre a cover di altri artisti, l'opera comprende perlopiù materiale inciso nel decennio passato e reinterpretazioni di brani già pubblicati, come una riedizione elettrica di The Ghost of Tom Joad; anche la title track, un pezzo di Tim Scott, era già apparsa in un'altra versione nell'EP Blood Brothers del 1996. Il disco, prodotto da Aniello, fu realizzato con la partecipazione di Tom Morello e di tutti i membri della E Street Band. Fra il gennaio e il maggio del 2014 si svolse un nuovo tour di 34 spettacoli. Dopo l'uscita dell'edizione celebrativa di The River, nel 2016 Springsteen intraprese con la E Street Band una lunga tournée interamente dedicata alla riproposizione delle canzoni dello storico album del 1980.
Tra il 2017 e il 2018 il cantautore ha realizzato una lunga serie di concerti acustici nella forma di rappresentazione stabile presso il Walter Kerr Theatre di Broadway. Lo spettacolo intitolato Springsteen on Broadway è stato poi reso disponibile in streaming sulla piattaforma Netflix e attraverso l'album omonimo uscito nel dicembre del 2018.
Nella primavera del 2019 Springsteen ha pubblicato Western Stars, il suo 19º album in studio, registrato senza l'ausilio della E Street Band e ispirato alla musica pop degli anni della sua giovinezza. Le canzoni dell'album sono state eseguite dal vivo per il film omonimo, co-diretto dallo stesso Spingsteen, distribuito nelle sale nell'ottobre del 2019, in contemporanea all'album dal vivo contenente la colonna sonora, Western Stars. Songs from the Film.
Dopo alcuni anni spesi per la realizzazione di progetti solisti, Springsteen ha pubblicato nel 2020 l'album Letter to You, il primo con la partecipazione esclusiva della E Street Band dopo oltre dieci anni. Contestualmente, sulla piattaforma di streaming Apple TV+  è stato reso disponibile il documentario omonimo, dedicato alla realizzazione dell'album.
Nel novembre del 2022 Springsteen ha pubblicato Only the Strong Survive, un album di vecchie cover di musica soul, in buona parte appartenenti al repertorio della storica casa discografica Motown Records.  Nel febbraio dell'anno successivo il cantautore ha intrapreso una nuova tournée mondiale accompagnato dalla E Street Band nella versione allargata sul modello di quella già vista nel 2012.

## The Boss

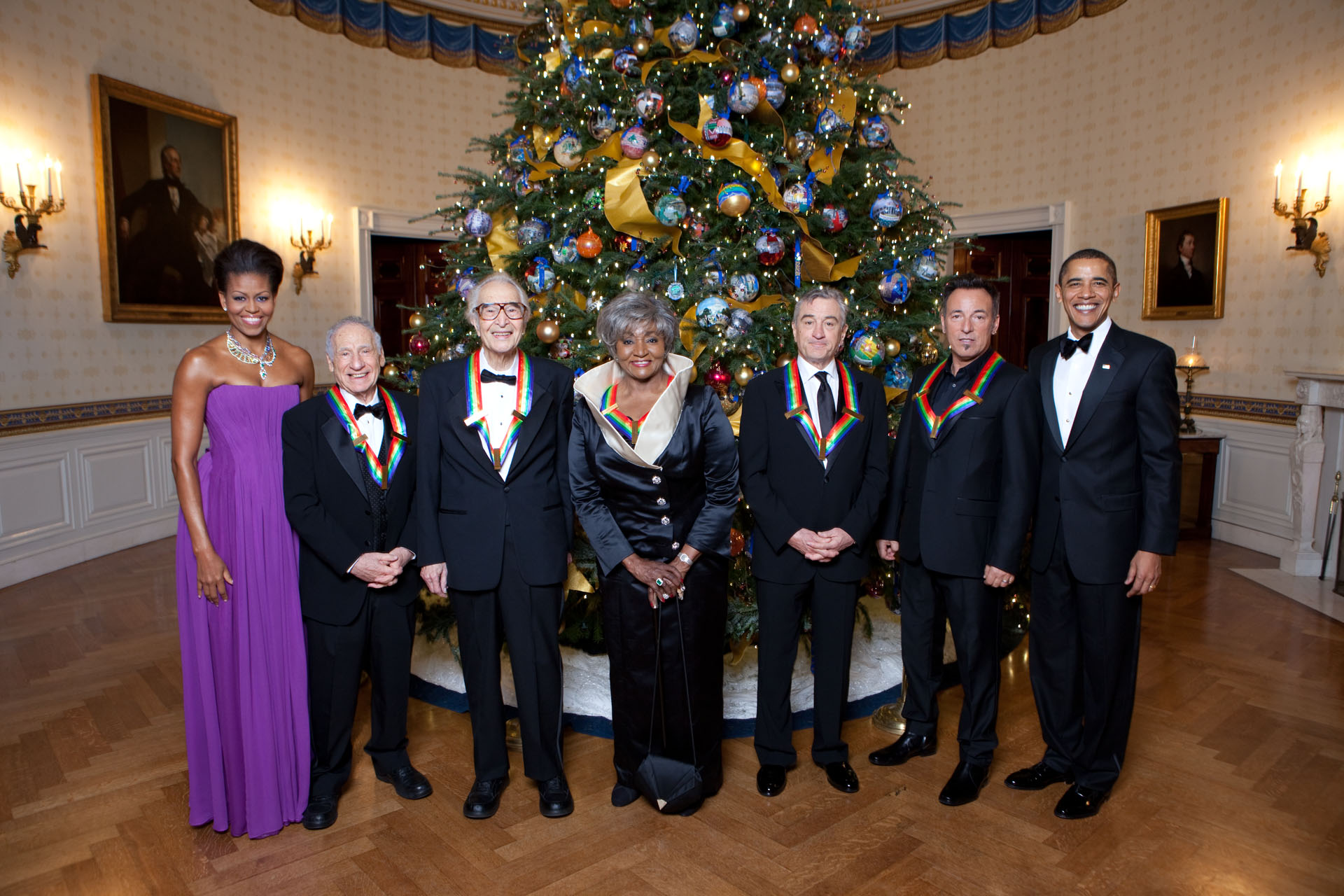
Il presidente statunitense Barack Obama e la moglie Michelle con gli artisti premiati con il Kennedy Center Honor nel 2009: Mel Brooks, Dave Brubeck, Grace Bumbry, Robert De Niro e Bruce Springsteen

Bruce Springsteen è conosciuto con il soprannome «The Boss» («il capo»), la cui origine non è del tutto certa e si spiegherebbe solo parzialmente con il suo ruolo di leader nella E Street Band. Viene ipotizzato che il soprannome discenderebbe dal fatto che, nei primi tempi, il cantautore era colui che dopo ogni concerto distribuiva il compenso della serata fra i musicisti oppure che deriverebbe dalla sua abilità nel gioco del Monopoly. Nei primi anni il soprannome era rimasto circoscritto fra i suoi collaboratori più stretti, ma nel 1974 venne alle orecchie di qualche giornalista che lo sentì usare probabilmente da un membro della band o dello staff e iniziò a diffonderlo pubblicamente. Il cantautore ha più volte dichiarato di non gradire l'appellativo, ma in realtà ha anche giocato molto su questa sua presunta riluttanza.
Il 6 dicembre 2009 alla Casa Bianca, durante la cerimonia di assegnazione dei Kennedy Center Honors, premio attribuito dal governo statunitense agli artisti che si sono distinti nella diffusione della cultura americana, Barack Obama presentò scherzosamente Springsteen utilizzando il noto soprannome:
(Barack Obama, 6 dicembre 2009)
Il nome dei Dr. Zoom and the Sonic Boom, uno dei gruppi che hanno dato origine alla E Street Band, deriverebbe dal soprannome con cui Springsteen era conosciuto in precedenza, cioè «The Doctor» («il dottore»).

## La E Street Band

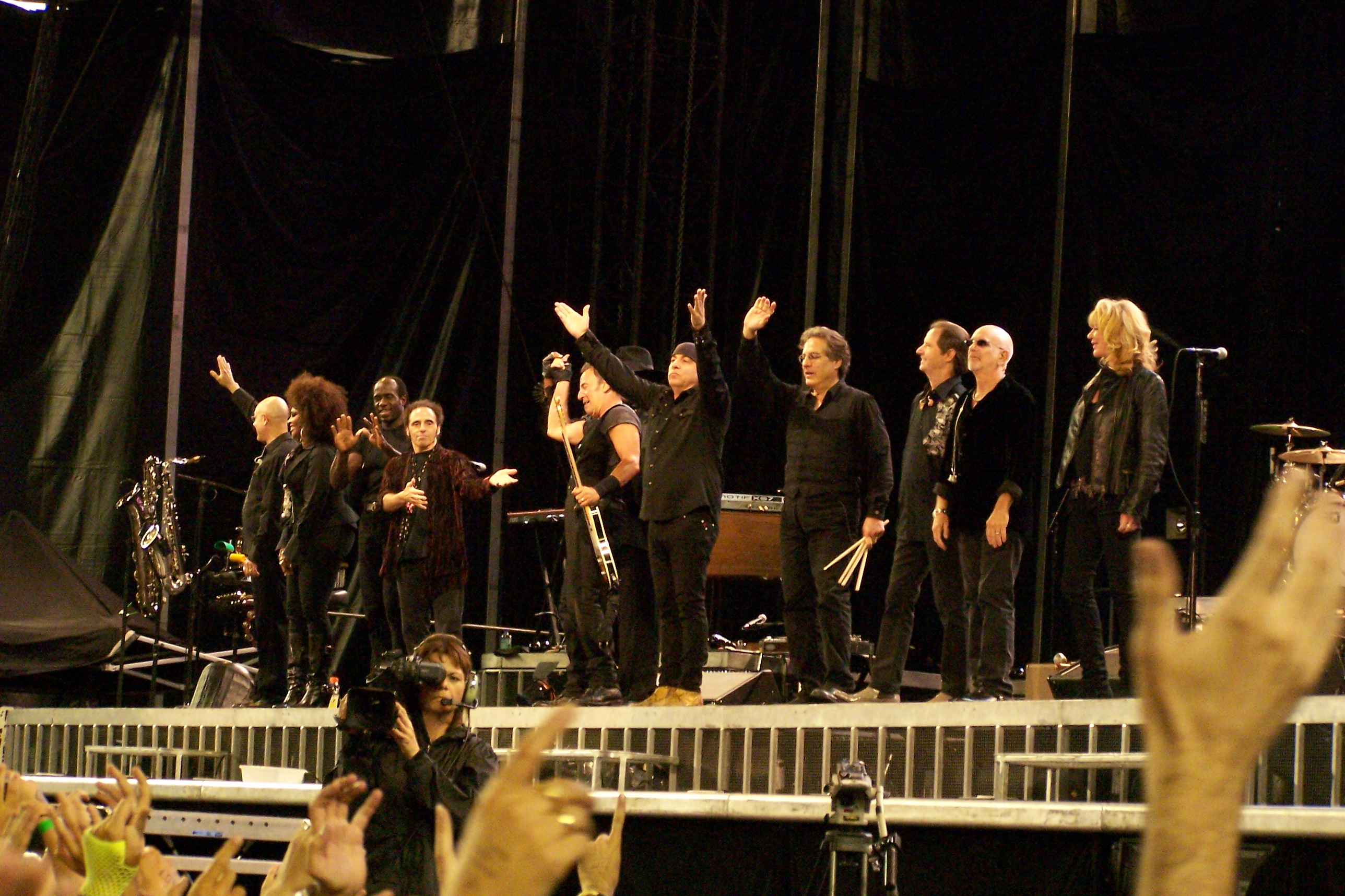
La E Street Band sul palco durante il Working on a Dream Tour, a Valladolid in Spagna nel 2009

Il nucleo originario del gruppo di supporto di Bruce Springsteen si formò nel 1972, ai tempi della lavorazione del suo primo album, ma soltanto due anni più tardi si iniziò ad adottare la denominazione «E Street Band». Benché i dischi del cantautore siano stati quasi sempre firmati solo con il suo nome, la maggior parte di essi è stata realizzata con il contributo pressoché esclusivo del gruppo, la cui formazione storica si delineò nel 1974 durante le fasi di registrazione di Born to Run e soprattutto nei concerti di quel periodo.
Springsteen liquidò il complesso nel 1989 e per un decennio operò da solo o in collaborazione con altri musicisti, la cosiddetta «Other Band» («l'altro gruppo»). Solo nel 1999, dopo una breve parentesi nel 1995 per registrare alcuni pezzi aggiuntivi da inserire nella raccolta Greatest Hits, l'artista riunì il gruppo per una nuova tournée. Da quell'anno, fatte salve la parentesi solitaria del Devils & Dust Tour e la presenza di una formazione completamente diversa per l'attività legata all'album We Shall Overcome (la «Sessions Band»), il cantautore è sempre stato accompagnato dalla E Street Band.

## Stile musicale

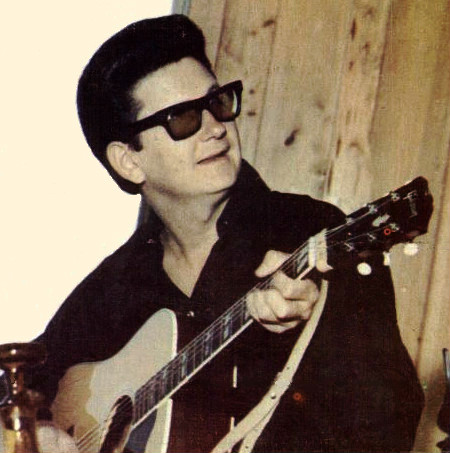
Roy Orbison, richiamato in un verso di Thunder Road, è uno dei numerosi artisti che hanno influenzato lo stile musicale di Springsteen

Riconosciuto come uno dei più grandi interpreti del rock, Springsteen è considerato una sintesi fra Elvis Presley e Bob Dylan, due delle figure più eminenti del genere.
Fra le sue influenze giovanili, il musicista ha spesso menzionato gli stessi Presley e Dylan, oltre a tutto il pop e il rock ascoltati da ragazzo tramite la radio, dal rock and roll alla musica arrivata dall'Inghilterra negli anni sessanta, in particolare gli Animals di Eric Burdon. Le sue principali fonti d'ispirazione includono anche Chuck Berry, i Beatles, i Rolling Stones, i Manfred Mann, Van Morrison, gli Who, il folk rock dei Byrds e in egual misura il soul della Motown e della Stax. Tra i preferiti di Springsteen si annoverano inoltre John Fogerty e i suoi Creedence Clearwater Revival, a cui ha dedicato molte cover nei suoi concerti. Di Roy Orbison, citato nel testo di Thunder Road, egli cercò di imitare la voce nella realizzazione di Born to Run; lo stesso album era stato concepito prendendo a modello la tecnica del «Wall of Sound» che aveva reso famoso il produttore Phil Spector negli anni sessanta.
All'epoca di Darkness on the Edge of Town, grazie a Robert Gordon che incise la sua Fire, il cantautore si appassionò al rockabilly e registrò molti pezzi di rock and roll ballabile che però non entrarono nella scaletta del disco e furono recuperati solo nel 2010 nell'antologia di inediti The Promise. Tra la fine degli anni settanta e i primi anni del decennio seguente, il musicista incontrò il folk di Woody Guthrie, un influsso che lasciò tracce significative nella sua produzione successiva a partire da The River e Nebraska. Anche gli stilemi del country della scuola tradizionale, con particolare riferimento a Jimmie Rodgers, Hank Williams, Carl Perkins, Johnny Cash e Merle Haggard, rientrano fra i principali paradigmi espressivi di Springsteen; nell'opera dell'artista statunitense non mancano inoltre elementi riconducibili all'hard rock e al blues rock degli anni sessanta e settanta, retaggio delle sue prime esperienze musicali.
Gli anni novanta e duemila, oltre a far segnare un'evoluzione nell'approccio compositivo del cantautore, furono caratterizzati da un suo deciso riavvicinamento al folk e alle sonorità acustiche, esemplificato dagli album The Ghost of Tom Joad, Devils & Dust e We Shall Overcome, quest'ultimo interamente dedicato alla rivisitazione del repertorio di Pete Seeger.
In termini generali, Springsteen è ritenuto uno degli esponenti più autorevoli del cosiddetto «heartland rock», uno stile musicale contraddistinto da una spiccata immediatezza comunicativa e fortemente permeato dai diversi generi della musica folclorica statunitense nonché dal garage rock degli anni sessanta.

## Poetica
(Bruce Springsteen, Wrecking Ball, a conversation with Bruce Springsteen)

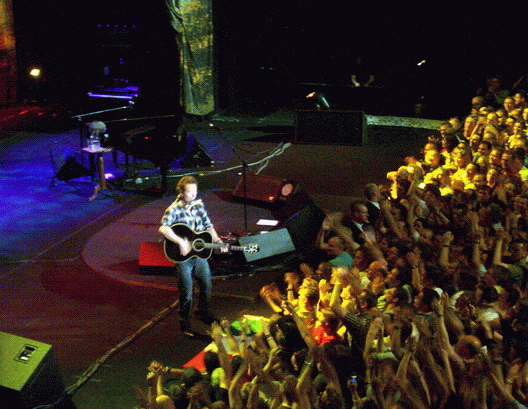
Bruce Springsteen nel 2005 durante la tournée per Devils & Dust

Per la carica evocativa delle sue canzoni, Bruce Springsteen è stato accostato agli storici «storyteller» («narratori») americani come Woody Guthrie, Pete Seeger e Bob Dylan. Le storie che racconta sono state lette come paradigmatiche delle dinamiche sociali statunitensi, con un forte risvolto collettivo che ha contribuito ad aumentare la sua reputazione di osservatore privilegiato della realtà del suo paese, al punto che col tempo il cantante ha potuto spendere la sua autorevolezza anche in campo politico. Considerando la specificità della cultura americana dove musica popolare e colta coabitano in armonia, Springsteen è stato avvicinato anche alla grande letteratura: il corpus delle sue canzoni è ritenuto in tal senso «una sorta di Grande Romanzo Americano». I suoi brani, pur essendo ambientati in luoghi a lui familiari o tratti direttamente dalla sua esperienza, presentano vicende non necessariamente autobiografiche, in cui il musicista assume spesso la funzione di voce narrante.
A partire dagli anni ottanta, e in particolar modo dopo il disco The Rising del 2002, il cantautore è stato oggetto di studio per la sua incidenza nella letteratura americana, per la sua visione politica e sociale, nonché per il suo ruolo di ispiratore di un movimento di rinascita dopo gli eventi dell'11 settembre. L'artista del New Jersey è uno degli esponenti della musica popolare a cui sono stati dedicati più libri biografici, saggi di critica e tesi universitarie, superando in questo tanto Dylan quanto Presley.
La scrittura di Springsteen è stata definita «cinematografica». Nella sua produzione hanno esercitato una considerevole influenza alcuni film come Badlands di Terrence Malick (La rabbia giovane in italiano), da cui è tratto il titolo di una sua celebre canzone, e libri come Furore di Steinbeck, mediato però dalla visione dell'omonimo lungometraggio di John Ford. Molte storie narrate nelle sue canzoni ricalcano quelle della scrittrice Flannery O'Connor, che Springsteen conobbe attraverso il film La saggezza nel sangue (Wise Blood in originale) ispirato all'omonimo romanzo dell'autrice della Georgia. I pezzi The River e A Good Man Is Hard to Find, in particolare, prendono il titolo da due racconti della O'Connor.
Springsteen visse un approccio conflittuale con l'educazione cattolica che gli fu imposta a scuola e al catechismo, al punto che nell'adolescenza si allontanò dalla religione e in alcune delle sue primissime canzoni – quasi tutte rimaste inedite – rappresentò in modo dissacrante e caricaturale le figure del Vangelo. Nei suoi dischi, tuttavia, il cantautore ha fatto ricorso di frequente a immagini bibliche tratte dal cattolicesimo e più spesso dalla cultura protestante americana, impiegate per la loro carica emozionale più che per i contenuti teologici. Il fiume, presente in numerosi suoi testi, è per esempio un elemento salvifico che rimanda al battesimo per immersione tipico delle chiese evangeliche; la «terra promessa» è la destinazione, spesso irraggiungibile, di molti viaggi descritti nelle sue canzoni, ma è anche sinonimo della «terra delle possibilità» a cui si riferisce il concetto del «sogno americano». Così la «promessa infranta» e il «prezzo da pagare», altre figure molto utilizzate, rappresentano l'esito disilluso di questa ricerca. Il musicista si è sovente soffermato anche sul suo rapporto tormentato con il padre, che ha costituito lo spunto per numerosi brani e monologhi dal vivo.

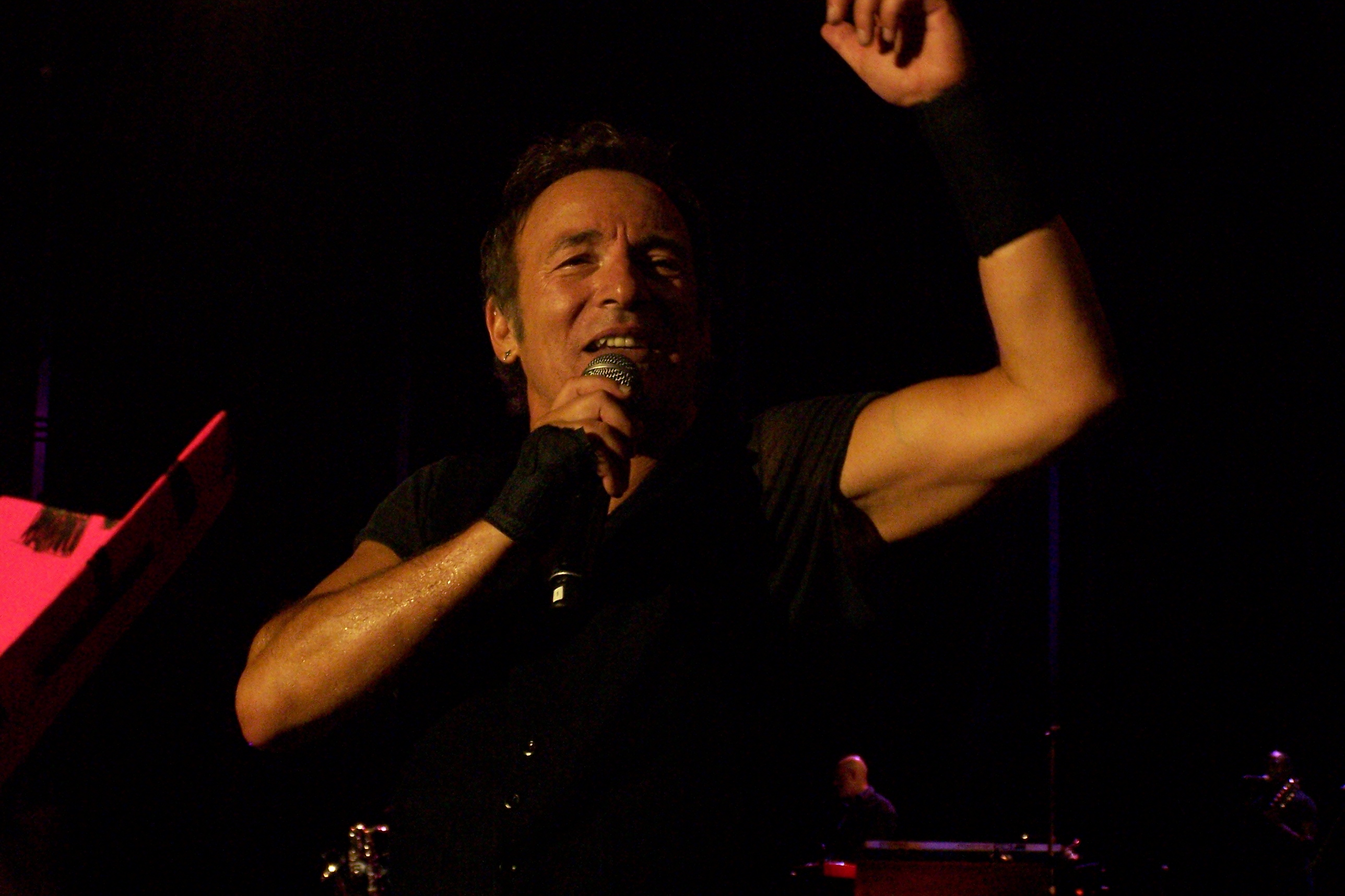
Il cantautore durante un'esibizione dal vivo nel 2009

I personaggi pittoreschi e improbabili che popolavano le ambientazioni urbane dei primi dischi hanno subìto una rapida evoluzione verso un maggiore realismo, lasciando progressivamente spazio a persone comuni afflitte dai medesimi problemi economici o familiari che Springsteen aveva conosciuto attraverso i suoi genitori e i suoi amici d'infanzia. A partire da Darkness on the Edge of Town, la precarietà e la mancanza di lavoro si sono affermate come soggetti ricorrenti nei suoi testi, al punto che Springsteen – anche con riferimenti politici espliciti, seppur non del tutto pertinenti – iniziò a essere definito «l'eroe della classe lavoratrice» («working-class hero»), essendo identificato come l'artista che dava voce a quella grossa fetta della società americana nota come «blue collars» (i «colletti blu», ovvero gli operai con la tuta da lavoro, in contrapposizione alla categoria dei cosiddetti «colletti bianchi»). Dopo l'apice della popolarità raggiunto con Born in the U.S.A., Springsteen diede alle stampe tre album più introspettivi, anche se non completamente autobiografici (Tunnel of Love, Human Touch e Lucky Town), focalizzati sul tema delle relazioni interpersonali.
Il topos della fuga, soggetto centrale in Born to Run, fu in seguito declinato come volontà di lasciare l'insicurezza finanziaria e l'iniquità sociale alla ricerca di migliori condizioni di vita, collegandosi all'idea originaria del «sogno americano» che secondo Springsteen consiste essenzialmente nella speranza di «vivere qui come una famiglia, dove i forti possono aiutare i deboli e i ricchi possono aiutare i poveri», non solo nella ricerca del mero successo economico. La mancata concretizzazione di questa prospettiva è divenuta l'argomento di molte canzoni a sfondo sociale a partire dagli anni ottanta: nell'album The Ghost of Tom Joad, in particolare, il cantautore descrive la condizione di coloro che hanno sofferto le conseguenze della grande depressione degli anni trenta (con echi di Steinbeck e Guthrie) e la sorte del tutto analoga dei disoccupati e degli immigrati clandestini messicani degli anni novanta. Dopo l'ottimismo di Working on a Dream del 2009, in cui il musicista esorta gli ascoltatori a spendersi per la realizzazione del «sogno» incarnato nella figura del presidente Barack Obama, il tema della promessa non mantenuta tornò a essere centrale tre anni dopo nel disco Wrecking Ball.
Nel complesso, i testi di Springsteen mostrano «diverse facce dell'America, compresi i suoi aspetti maledetti, la sua parte di sconfitta». Tuttavia le sue canzoni sono sempre pervase da un messaggio di speranza, da una fede venata di religiosità nella possibilità di avverare i desideri individuali e collettivi.

## L'impegno politico e sociale
Nei primi anni della sua carriera, Bruce Springsteen non manifestò mai apertamente le sue preferenze politiche né affrontò nelle sue canzoni particolari tematiche legate all'attualità o alla cronaca. La prima circostanza in cui l'artista si espose pubblicamente affrontando un tema controverso fu con la canzone Roulette, scritta come reazione all'incidente alla centrale nucleare di Three Mile Island; Springsteen rimase molto colpito dal fatto, anche perché avvenne in Pennsylvania a poca distanza dal suo New Jersey, e prese parte a due dei concerti dell'evento No Nukes nel settembre del 1979, quando si schierò in modo esplicito contro l'energia nucleare sostenendo l'iniziativa del collettivo Musicians United for Safe Energy promosso dall'amico Jackson Browne.

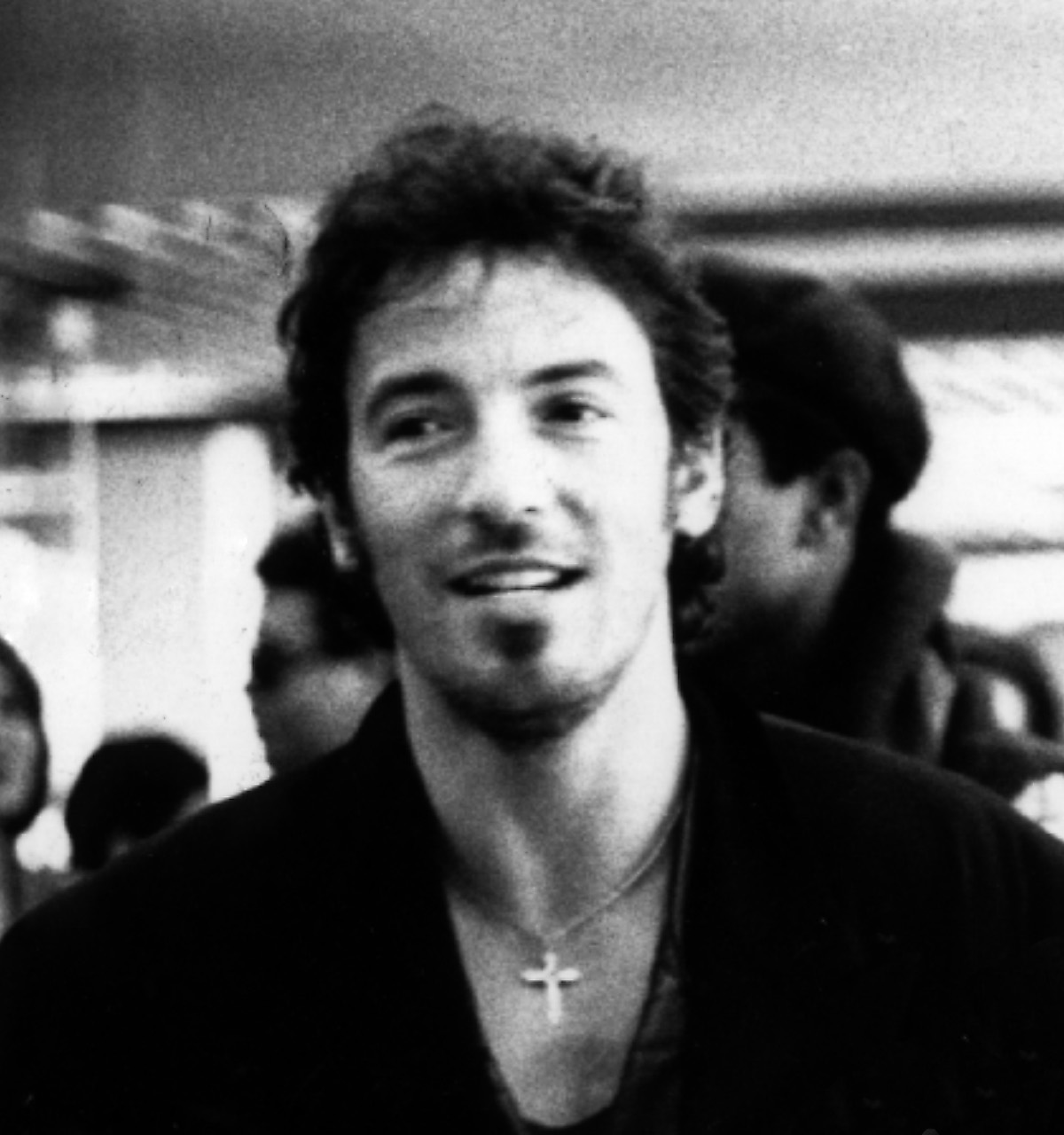
Bruce Springsteen in Costa d'Avorio durante il tour Human Rights Now!

Fino agli anni ottanta l'attivismo del musicista si era limitato alla causa dei reduci del Vietnam e al sostegno alle food bank che recuperavano cibo per gli indigenti. Nel 1985 Springsteen affiancò Steven Van Zandt nella realizzazione dell'album collettivo Sun City contro l'apartheid in Sudafrica e nello stesso anno partecipò alla registrazione di We Are the World, appoggiando la campagna di beneficenza USA for Africa con il gotha della musica statunitense dell'epoca. Sempre più attento ai temi sociali, nel 1988 prese parte alla tournée Human Rights Now! promossa da Amnesty International; successivamente iniziò a devolvere parte dei proventi dei suoi concerti ad associazioni caritatevoli, cominciando inoltre a organizzare spettacoli di beneficenza nella sua Freehold.
Con il successo di Streets of Philadelphia per il film Philadelphia del 1993, il cantante intervenne nell'emergente dibattito sull'AIDS con un testo che mette a tema la sofferenza e il pregiudizio. Solo nel 2000 Springsteen affrontò nuovamente un argomento controverso firmando il pezzo American Skin (41 Shots), una canzone dedicata allo studente africano Amadou Diallo, ucciso dalla polizia di New York con 41 colpi di pistola. Il brano fu suonato durante le date newyorkesi del Reunion Tour, provocando aspre polemiche e il risentimento di parte dell'amministrazione cittadina nonché del sindacato di polizia locale. Dopo gli attentati dell'11 settembre 2001 e l'album The Rising, il musicista continuò a scrivere canzoni che – pur potendo essere lette come risposte a eventi di stretta attualità – si configurano soprattutto come una riflessione personale sull'America e sulle promesse non mantenute del cosiddetto «sogno americano».
Ai tempi dell'iniziativa No Nukes del 1979, Springsteen era considerato l'artista più apolitico fra quelli presenti alla manifestazione antinuclearista. In realtà nel 1972, prima del suo esordio su disco, si era esibito in alcuni spettacoli acustici nel New Jersey per sostenere il candidato democratico George McGovern, poi sconfitto dal presidente uscente Richard Nixon. Nel novembre del 1980, durante un proprio concerto tenutosi subito dopo l'elezione di Ronald Reagan alla presidenza, il cantautore per la prima volta si espose pubblicamente con una dichiarazione smaccatamente politica:

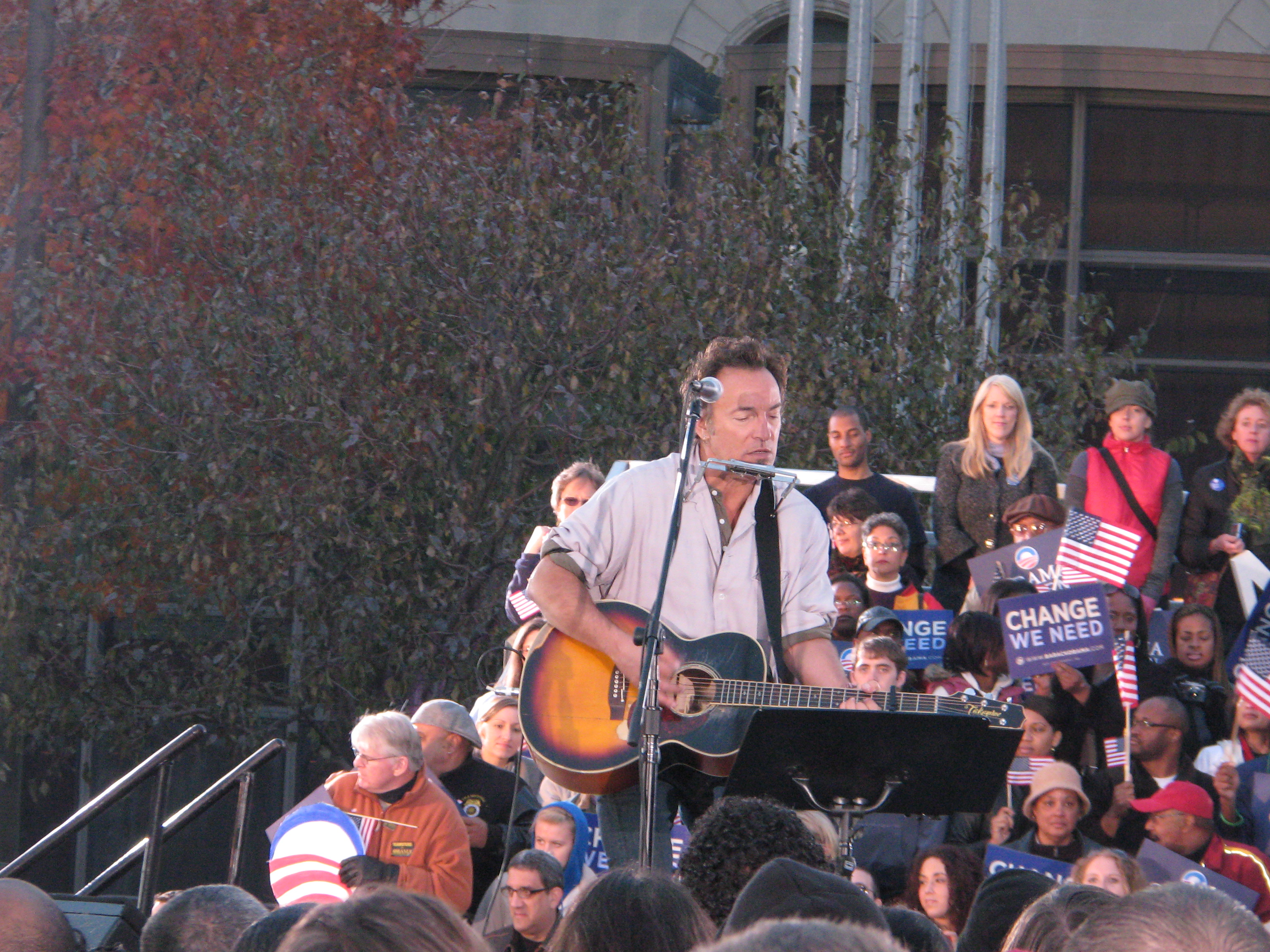
Springsteen si esibisce durante un comizio di Barack Obama a Cleveland al termine della campagna elettorale per le presidenziali del 2008

In occasione della successiva campagna elettorale, Reagan stesso – fraintendendone il significato – tentò di utilizzare Born in the U.S.A. come inno politico; l'artista rifiutò categoricamente di essere associato al presidente repubblicano, ma respinse altresì qualsiasi impiego della sua musica da parte democratica. La posizione di Springsteen divenne più palese quando nel 1990 prese parte ad alcuni spettacoli finalizzati a raccogliere fondi a favore del Christic Institute, un'organizzazione di sinistra, e poi prestò la propria immagine per contrastare un progetto di legge californiano volto a limitare i diritti degli immigrati clandestini in ambito sanitario.
Il cantante tornò a impegnarsi in prima persona solo molti anni dopo, come reazione alla politica dell'amministrazione Bush e alla guerra in Iraq. In occasione delle elezioni del 2004, aderì al Vote for Change Tour, organizzato a sostegno del candidato democratico John Kerry in opposizione al presidente in carica George W. Bush. In previsione della successiva tornata elettorale del 2008, l'artista si schierò apertamente a favore di Barack Obama, poi eletto presidente, con un messaggio di sostegno sul suo sito web e partecipando attivamente alla campagna; la canzone The Rising fu utilizzata come colonna sonora per i comizi del candidato insieme a City of Blinding Lights degli U2. Nel 2009, inoltre, l'artista manifestò il proprio appoggio a favore del riconoscimento dei matrimoni fra persone dello stesso sesso.

## Discografia

### Album in studio
- 1973 – Greetings from Asbury Park, N.J.
- 1973 – The Wild, the Innocent & the E Street Shuffle
- 1975 – Born to Run
- 1978 – Darkness on the Edge of Town
- 1980 – The River, doppio
- 1982 – Nebraska
- 1984 – Born in the U.S.A.
- 1987 – Tunnel of Love
- 1992 – Human Touch
- 1992 – Lucky Town
- 1995 – The Ghost of Tom Joad
- 2002 – The Rising
- 2005 – Devils & Dust
- 2006 – We Shall Overcome: The Seeger Sessions
- 2007 – Magic
- 2009 – Working on a Dream
- 2012 – Wrecking Ball
- 2014 – High Hopes
- 2019 – Western Stars
- 2020 – Letter to You
- 2022 – Only the Strong Survive

### Album dal vivo
- 1986 – Live/1975-85, quintuplo
- 1993 – In Concert MTV Plugged
- 2001 – Live in New York City, doppio
- 2006 – Hammersmith Odeon London '75, doppio
- 2007 – Bruce Springsteen with the Sessions Band: Live in Dublin, doppio
- 2018 – Springsteen on Broadway, doppio
- 2019 – Western Stars. Songs from the Film
- 2021 – The Legendary 1979 No Nukes Concerts, doppio

### Raccolte
- 1995 – Greatest Hits, raccolta contenente nuovi brani
- 1998 – Tracks, quadruplo, raccolta di inediti
- 1999 – 18 Tracks, raccolta di inediti
- 2003 – The Essential Bruce Springsteen, triplo, raccolta con inediti
- 2009 – Greatest Hits
- 2010 – The Promise, doppio, raccolta di inediti
- 2013 – Collection: 1973-2012
- 2016 – Chapter and Verse, raccolta con inediti
- 2024 – Best of Bruce Springsteen
- 2025 – Tracks II. The Lost Albums, cofanetto di inediti

### Discografia non ufficiale
Bruce Springsteen è stato uno degli artisti rock più interessati dal fenomeno dei dischi pirata (o bootleg) sin dalla fine degli anni settanta: il successo ottenuto dai suoi lunghi concerti favorì la distribuzione di dischi non ufficiali contenenti le registrazioni delle sue esibizioni dal vivo. I bootleg furono inoltre per anni l'unico mezzo attraverso il quale venivano diffuse le numerosissime canzoni dell'artista che, dopo essere state scartate dagli album in studio, continuavano a essere riproposte regolarmente in concerto.

## Concerti

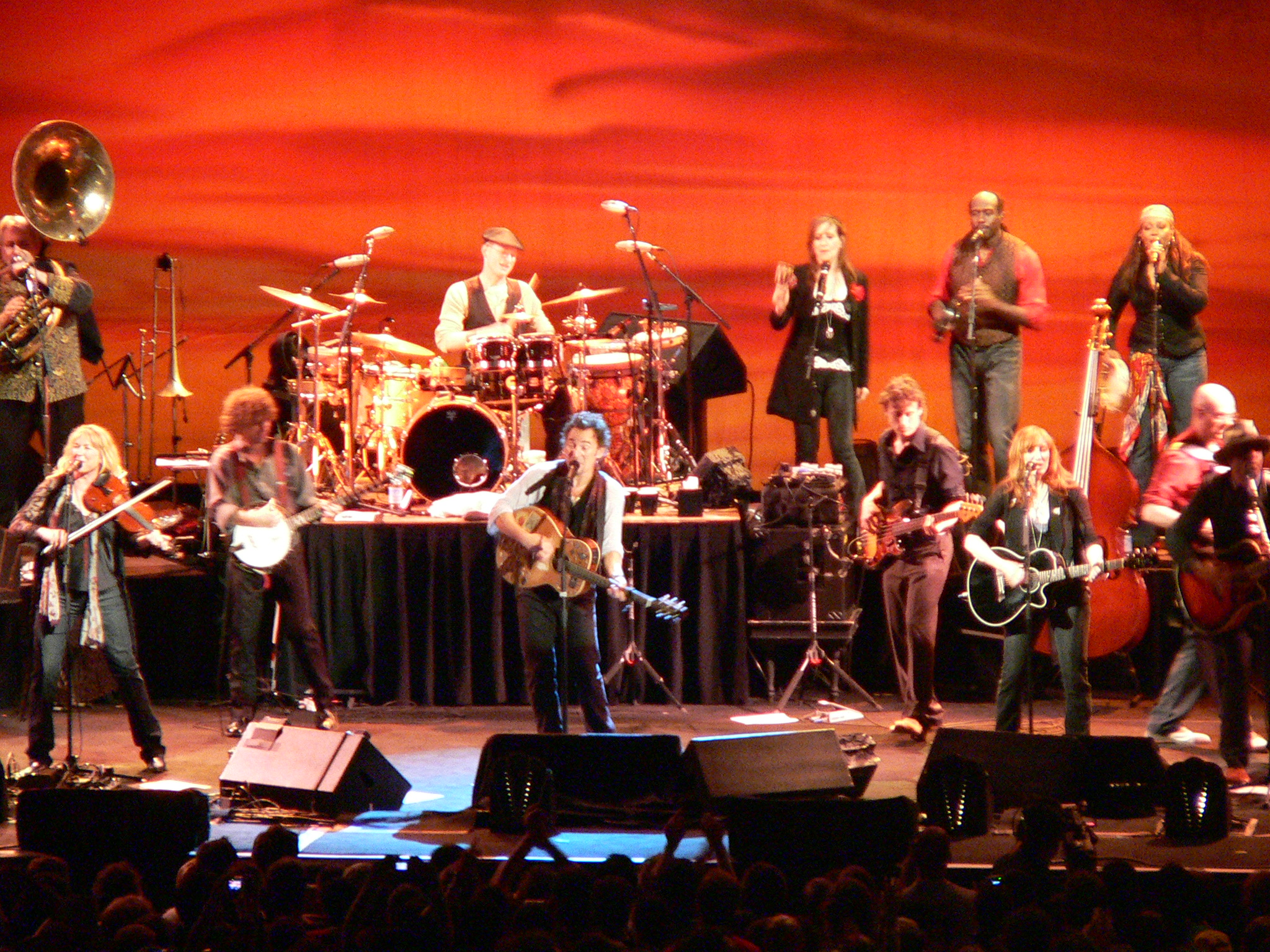
Bruce Springsteen durante un concerto al Mediolanum Forum il 12 maggio 2006 con la Sessions Band

Le lunghe esibizioni dal vivo hanno sempre costituito uno dei principali tratti peculiari dell'attività di Bruce Springsteen, contribuendo allo stesso tempo a incrementare in misura significativa la sua popolarità.
Il seguente è l'elenco delle tournée intraprese dal cantautore nel corso della sua carriera.
- 1974-1977 – Born to Run Tours
- 1978-1979 – Darkness Tour
- 1980-1981 – The River Tour
- 1984-1985 – Born in the U.S.A. Tour
- 1988 – Tunnel of Love Express Tour
- 1988 – Human Rights Now!
- 1992-1993 – Bruce Springsteen 1992-1993 World Tour
- 1995-1997 – Solo Acoustic Tour
- 1999-2000 – Reunion Tour
- 2002-2003 – The Rising Tour
- 2004 – Vote for Change Tour
- 2005 – Devils & Dust Tour
- 2006 – Seeger Sessions Band Tour
- 2007-2008 – Magic Tour
- 2009 – Working on a Dream Tour
- 2012-2013 – Wrecking Ball World Tour
- 2014 – High Hopes Tour
- 2016-2017 – The River Tour 2016
- 2017-2018, 2021 - Springsteen on Broadway
- 2023 - Springsteen and E Street Band 2023 Tour

Bruce Springsteen ha venduto, fino a tutto il 2010, più di 27 milioni di biglietti incassando oltre un miliardo di dollari; meglio hanno fatto solo i Rolling Stones e gli U2. La sua tournée di maggior successo è stata quella di Born in the U.S.A. del biennio 1984-1985 con 4 796 683 biglietti venduti. Quella che ha fatto registrare i maggiori intrioiti fino al 2010 è stata quella di Magic che ha incassato 243 milioni di dollari, seguita dal The Rising Tour con 221 milioni di dollari. Il tour di Wrecking Ball ha superato i precedenti, incassando più di 355 milioni di dollari tra il 2012 e il 2013.

## Cinema
Come nel caso di altri artisti di successo, le canzoni di Springsteen sono state utilizzate nella colonna sonora di molti film, in alcuni casi scritte e registrate appositamente. La prima canzone inedita concessa al mondo del cinema fu Light of Day per il film omonimo di Paul Schrader del 1987, cantata però da Joan Jett e dal protagonista Michael J. Fox. Per Streets of Philadelphia, dal film di Jonathan Demme Philadelphia, il cantautore ha vinto l'Oscar alla migliore canzone. Ha in seguito ottenuto una nomination allo stesso premio per Dead Man Walkin' dal film omonimo di Tim Robbins.
Nel 2000 Springsteen esordì come attore in un cameo del film Alta fedeltà di Stephen Frears tratto dal romanzo omonimo di Nick Hornby, apparendo in sogno al protagonista mentre imbraccia la sua Telecaster.
Nel luglio del 2013 è stato distribuito nelle sale cinematografiche il film-documentario Springsteen & I, prodotto da Ridley Scott, che documenta la vita e la carriera di Bruce Springsteen attraverso gli occhi e il racconto dei suoi fan in tutto il mondo.
Springsteen ha pubblicato nel luglio del 2014 sul suo sito web un cortometraggio intitolato Hunter of Invisible Game, basato sull'omonima canzone presente nell'album High Hopes. Si è trattato del suo esordio come regista (coadiuvato dal suo documentarista storico Thom Zimny).
Nel 2019 è uscito il film Blinded by the Light - Travolto dalla musica (Blinded by the Light) di Gurinder Chadha, adattamento cinematografico delle memorie di un giornalista musicale britannico cresciuto con una grande passione per la musica di Springsteen e per il quale il cantautore ha accettato di fornire i diritti delle sue canzoni. Lo stesso anno Springsteen ha diretto il lungometraggio Western Stars, insieme a Thom Zimny, nel quale il cantautore interpreta dal vivo le canzoni del suo omonimo album; il film è stato distribuito nelle sale cinematografiche dopo la presentazione al Toronto International Film Festival.
Nell'ottobre del 2025 è prevista l'uscita nelle sale del film biografico Springsteen - Liberami dal nulla, tratto dal volume Deliver Me from Nowhere: The Making of Bruce Springsteen's Nebraska di Warren Zanes. Diretto da Scott Cooper e prodotto da 20th Century Studios, il film racconta il periodo, all'inzio degli anni ottanta, durante il quale il cantautore si dedicò alla registrazione dell'album acustico Nebraska. Springsteen è interpretato dall'attore Jeremy Allen White.

## Opere letterarie
- (EN) Songs, 1ª ed., New York, HarperCollins, 1998, ISBN 0-380-97619-6.
  - (trad. it.)  Songs, traduzione di Arianna Dagnino, 1ª ed., Milano, Mondadori, 1999, ISBN 88-04-46944-7.
- (EN) Songs, edizione aggiornata, New York, HarperCollins, 2003, ISBN 978-0-380-79611-3.
- (EN) Outlaw Pete, illustrazioni di Frank Caruso, 1ª ed., New York, Simon & Shuster, 2014, ISBN 978-1-5011-0385-8.
  - (trad.it.)  Outlaw Pete, traduzione di Michele Piumini, illustrazioni di Frank Caruso, 1ª ed., Milano, Mondadori, 2016, ISBN 978-88-04-66323-2.
- (EN) Born to Run, 1ª ed., New York, Simon & Shuster, 2016, ISBN 978-1-5011-4151-5.
  - (trad. it.)  Born to Run. L'autobiografia, traduzione di Michele Piumini, 1ª ed., Milano, Mondadori, 2016, ISBN 978-88-04-66932-6.
- (EN) Barack Obama e Bruce Springsteen, Renegades. Born in the USA, 1ª ed., New York, Crown Publishing Group, 2021, ISBN 978-0-593-23631-4.
  - (trad. it.)  Barack Obama e Bruce Springsteen, Renegades. Born in the USA, 1ª ed., Milano, Garzanti, 2021, ISBN 978-88-11-00359-5.

## Studi su Bruce Springsteen
La bibliografia su Bruce Springsteen è una delle più ampie tra quelle dedicate ai protagonisti della musica rock. L'artista è uno degli esponenti della popular music a cui sono stati dedicati più libri biografici, saggi di critica e tesi universitarie, superando in questo sia Bob Dylan sia Elvis Presley.
La prima biografia dedicata al cantautore del New Jersey, Born to Run. The Bruce Springsteen Story, fu scritta nel 1979 dal giornalista Dave Marsh e divenne un best seller per il quotidiano The New York Times.
A partire dagli anni ottanta il cantautore è stato oggetto di studio per il suo contributo alla rilettura, anche critica, del cosiddetto «sogno americano» e per la sua visione politica e sociale.
In seguito molti autori hanno affrontato la musica e la poetica di Springsteen che, grazie alle sue opere, stava diventando una delle voci più influenti nel mondo della cultura e della politica statunitensi. In particolare dopo la pubblicazione degli album The Ghost of Tom Joad del 1995, disco folk nel quale hanno ampio risalto i testi dedicati agli ultimi della società americana, e The Rising del 2002, inteso come riflessione sulle conseguenze degli attentati dell'11 settembre 2001, la critica musicale e letteraria ha analizzato le sue opere avvicinandole alla letteratura "colta".

## Premi e riconoscimenti

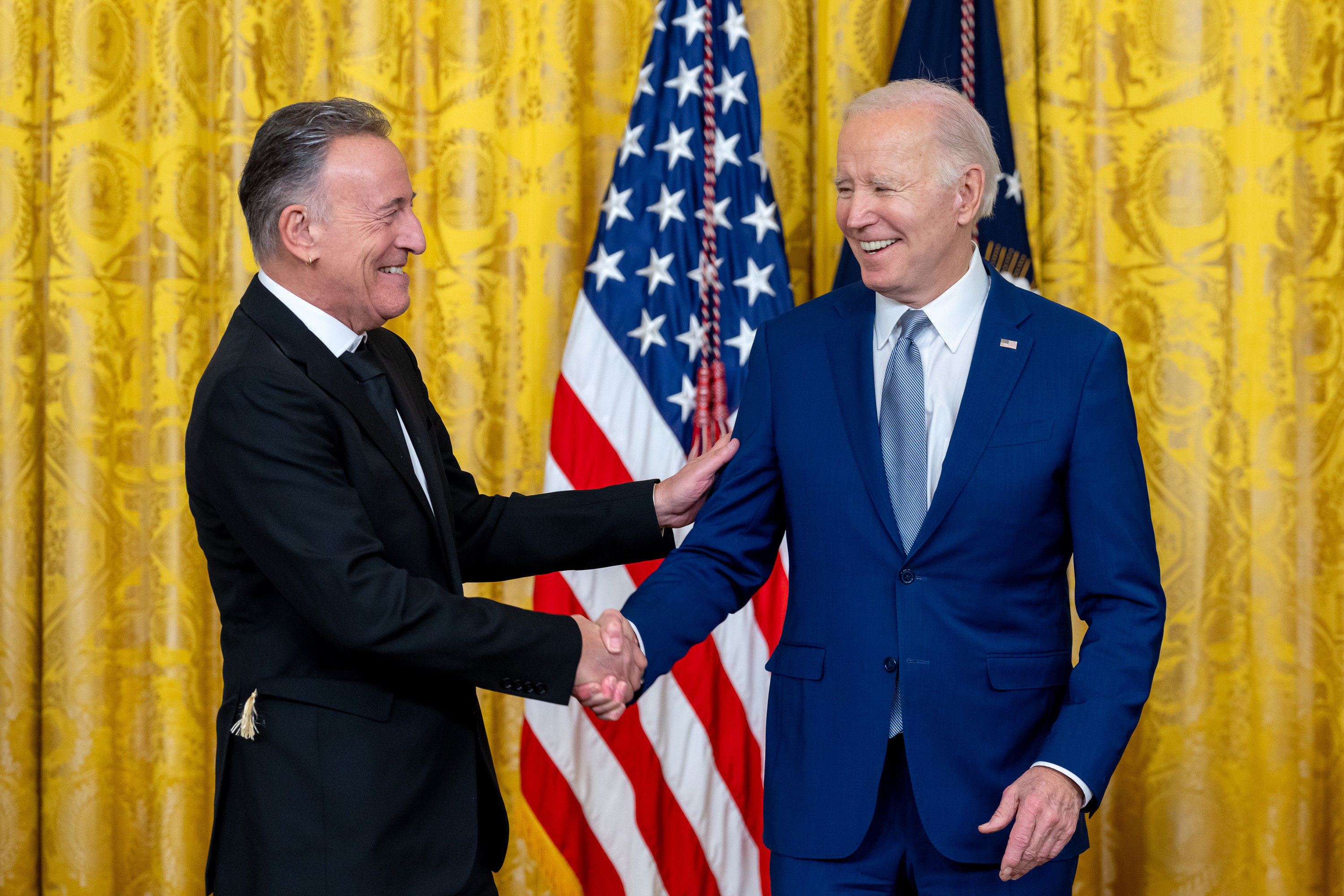
Bruce Springteen riceve la National Medal of Arts dal presidente degli Stati Uniti Joe Biden

Springsteen ha ottenuto nella sua carriera svariati premi e riconoscimenti, tra i quali il Polar Music Prize nel 1997, un premio Oscar per la canzone Streets of Philadelphia nel 1994, due Golden Globe (nel 1994, sempre per Streets of Philadelphia, e nel 2009, per The Wrestler) e venti Grammy Award in varie categorie. Nel 2018 Springsteen è stato insignito di uno speciale Tony Award per il suo spettacolo teatrale Springsteen on Broadway. Lo speciale televisivo Live in New York City ha vinto due Emmy Award in sezioni tecniche e Springsteen on Broadway ne ha vinto uno per la miglior regia.
Otto dei suoi album sono stati inclusi nella lista dei 500 migliori album secondo Rolling Stone e tre dei suoi brani nella lista delle 500 migliori canzoni redatta dalla medesima rivista. Nel 1999 è entrato a far parte della Rock and Roll Hall of Fame e nello stesso anno l'asteroide 23990 è stato battezzato in suo onore. È stato insignito del Kennedy Center Honors nel 2009 e della Medaglia presidenziale della libertà, massima onorificenza civile statunitense, nel 2016. Il 21 marzo 2023 ha ricevuto la National Medal of Arts, il più alto riconoscimento per un artista negli Stati Uniti.

### Monografie
- (EN) Jeff Burger (a cura di), Springsteen on Springsteen: Interviews, Speeches and Encounters, Chicago Review Press, 2013, ISBN 978-1-61374-434-5.
- Peter Ames Carlin, Bruce, ebook, Milano, Mondadori, 2013, ISBN 978-88-520-3979-9.
- Leonardo Colombati, Bruce Springsteen. Come un killer sotto il sole. Il grande romanzo americano, 5ª ed., Milano, Sironi Editore, 2011, ISBN 978-88-518-0140-3.
- (EN) Marc Dolan, Bruce Springsteen and the Promise of Rock 'n' Roll, New York, W. W. Norton & Company, 2012, ISBN 978-0-393-08421-4.
- (EN) Marc Eliot, Down thunder road: the making of Bruce Springsteen, con Mike Appel, New York, Simon & Schuster, 1992, ISBN 0-671-78933-3.
- (EN) Clinton Heylin, E Street Shuffle. The Glory Days of Bruce Springsteen & the E Street Band, ebook, Londra, Constable & Robinson Ldt., 2012, ISBN 978-1-78033-580-3.
- Rob Kirkpatrick, Magic in the night. Le parole e la musica di Bruce Springsteen, Milano, Baldini & Castoldi, 2014, ISBN 978-88-6852-290-2.
- Ermanno Labianca, American skin. Vita e musica di Bruce Springsteen, 2ª ed., Firenze, Giunti, 2002, ISBN 88-09-02897-X.
- (EN) Dave Marsh, Bruce Springsteen - Two Hearts: The Definitive Biography, 1972-2003, New York, Routledge, 2004, ISBN 978-0-415-96928-4.
- (EN) Dave Marsh, Bruce Springsteen on Tour: 1968-2005, New York, Bloomsbury USA, 2006, ISBN 978-1-59691-282-3.
- (EN) Louis P. Masur, Runaway Dream: Born to Run and Bruce Springsteen's American Vision, New York, Bloomsbury Publishing USA, 2009, ISBN 978-1-60819-101-7.
- Marina Petrillo, Nativo americano: la voce folk di Bruce Springsteen, Milano, Feltrinelli Editore, 2010, ISBN 978-88-07-49097-2.
- (EN) Christopher Phillips; Louis P. Masur (a cura di), Talk About a Dream: The Essential Interviews of Bruce Springsteen, New York, Bloomsbury Publishing USA, 2013, ISBN 978-1-62040-073-9.
- Christopher Sandford, Springsteen. Il futuro del rock'n'roll. La biografia definitiva, traduzione di Stefania Cherchi, Roma, Arcana, 2003, ISBN 88-7966-220-1.
- (EN) Robert J. Wiersema, Walk Like a Man: Coming of Age With the Music of Bruce Springsteen, Greystone Books, 2011, ISBN 978-1-55365-845-0.
- (EN) Kenneth Womack; Jerry Zolten; Mark Bernhard (a cura di), Bruce Springsteen, Cultural Studies and the Runaway American Dream, Farnham, Ashgate Publishing, Ltd., 2013, ISBN 978-1-4094-9525-3.

### Altri testi
- (EN) Michael Campbell, Rock and Roll. An Introduction, con James Brody, 2ª ed., Belmont, Thomson Shirmer, 2008, ISBN 978-0-534-64295-2.
- (EN) Bryan K. Garman, A Race of Singers: Whitman's Working-class Hero from Guthrie to Springsteen, Chapel Hill, UNC Press Books, 2000, ISBN 978-0-8078-4866-1.
- Ezio Guaitamacchi, 1000 concerti che ci hanno cambiato la vita, 1ª ed., Milano, Rizzoli, 2010, ISBN 978-88-17-04222-2.
- (EN) Clinton Heylin, Bootleg: The Rise & Fall of the Secret Recording History, 1ª ed., Londra, Music Sales Group, 2003, ISBN 978-1-84449-151-3.
- Alessandro Portelli, Canoni americani: oralità, letteratura, cinema, musica, Roma, Donzelli Editore, 2004, ISBN 978-88-7989-846-1.
- (EN) Sara E. Quay e Amy M. Damico, September 11 in Popular Culture. A Guide, 1ª ed., Santa Barbara, ABC-CLIO, 2010, ISBN 978-0-313-35505-9.
- (EN) Gary Wien, Beyond the Palace, 1ª ed., Trafford Publishing, 2003, ISBN 978-1-4120-0314-8.